# Петруль, Максим Михайлович
Максим Михайлович Петруль (16 декабря 1977) — белорусский скульптор и дизайнер.

## Биография
Родился 16 декабря 1977 года в Минске в семье Людмилы Петруль, белорусского художника, педагога и литератора.
Учился в 1989—1993 гг. в Белорусском лицее искусств имени И. О. Ахремчика (ныне Гимназия-колледж искусств имени И.О. Ахремчика), преподаватели Л. Н. Павлова, Л. Г. Давиденко.
В 1993—1997 в Минском художественном училище имени А.К. Глебова при БелАИ (ныне Минский государственный художественный колледж имени А. К. Глебова, отделение скульптуры, преподаватель — Владимир Жбанов.
2010—2015 — Европейский гуманитарный университет, факультет Теории и практики современного искусства, бакалавр искусств.
Член общественного объединения «Белорусский союз художников» с 2005 г. (заместитель председателя секции «Скульптура» 2016-2019 гг., член бюро секции «Скульптура» с 2022 года) и Белорусского союза дизайнеров с 2004 г. (член совета с 2007 г., заместитель председателя с 2025 г.).
Председатель Совета молодежи Конфедерации творческих союзов Республики Беларусь (2008-2010). Член Минского городского художественно-экспертного совета монументально-декоративного искусства (2009-2019).

## Творчество
Является приверженцем концептуального искусства, творческое переосмысление и познание мира для которого — провокационная игра, диалог со зрителем. Используя выразительные аллегорические приёмы, скульптор превращает художественный процесс в создание и разработку принципиально нового пластического объекта, новой формы. Автор стремится к семантической кодировке произведений, что проявляется в неординарных решениях.
Принципы концептуального искусства в творчестве художника трансформируются в конкретную скульптурную форму, существующую как будто бы параллельно реальности. По сути, его произведения — это воплощение понятий и категорий, которые для зрителя являются смысловым ребусом, загадкой. Произведения скульптора воспринимаются и как формальный знак, и как сюрреалистический объект, и как художественный символ.
О творчестве Петруля Максима регулярно публикуются статьи в периодической прессе Республики Беларусь – в газетах «Беларусь сегодня», «Республика», «Вечерний Минск» и т.д., в специализированной прессе – в журналах «Мастацтва» и «Архитектура и строительство», в газете «Культура», также периодически выходят сюжеты передачи о творчестве Максима Петруля на телеканалах Беларуси – «Беларусь1», «Беларусь3», «ОНТ» «СТВ» и «Мир», на белорусском радио и интернет-порталах, а также документальные программы «Мастерская» – «Максим Петруль. История одного художника» (Беларусь 3, 2018 г.), «Беларусы» - «Максимализм и минимализм в искусстве скульптуры: в чем отличие? Скульптор Максим Петруль» (Беларусь 24, 2022 г.), «Я художник – я так вижу» - «Максим Петруль» (Беларусь 3, 2024 г.).

### Городская скульптура
Является автором произведений визуального искусства, интегрированных в общественное пространство станций минского метрополитена «Грушевка» и «Малиновка», «Площадь Францишка Богушевича» и «Юбилейная Площадь» спроектированных архитектором Владимиром Телепнёвым и архитектором Вячеславом Лопато («Юбилейная Площадь»). На этих станциях осуществляется внедрение произведений искусств М. Петруля, а сами станции приобретают экспозиционную функцию, становясь выставочными площадками, альтернативными традиционным выставочным пространствам — музеям, галереям и арт-центрам. Основной задачей произведений является не столько декоративная функция, сколько репрезентативная — представление самих себя в качестве завершенных художественных произведений «визуального искусства для общественных пространств».

"Грушевка" (фрагмент), 2012, бронза, керамика
"Грушевка", 2012, бронза, керамика
"Малиновка" (фрагмент), 2014, медь, бронза, бетон, шелкография
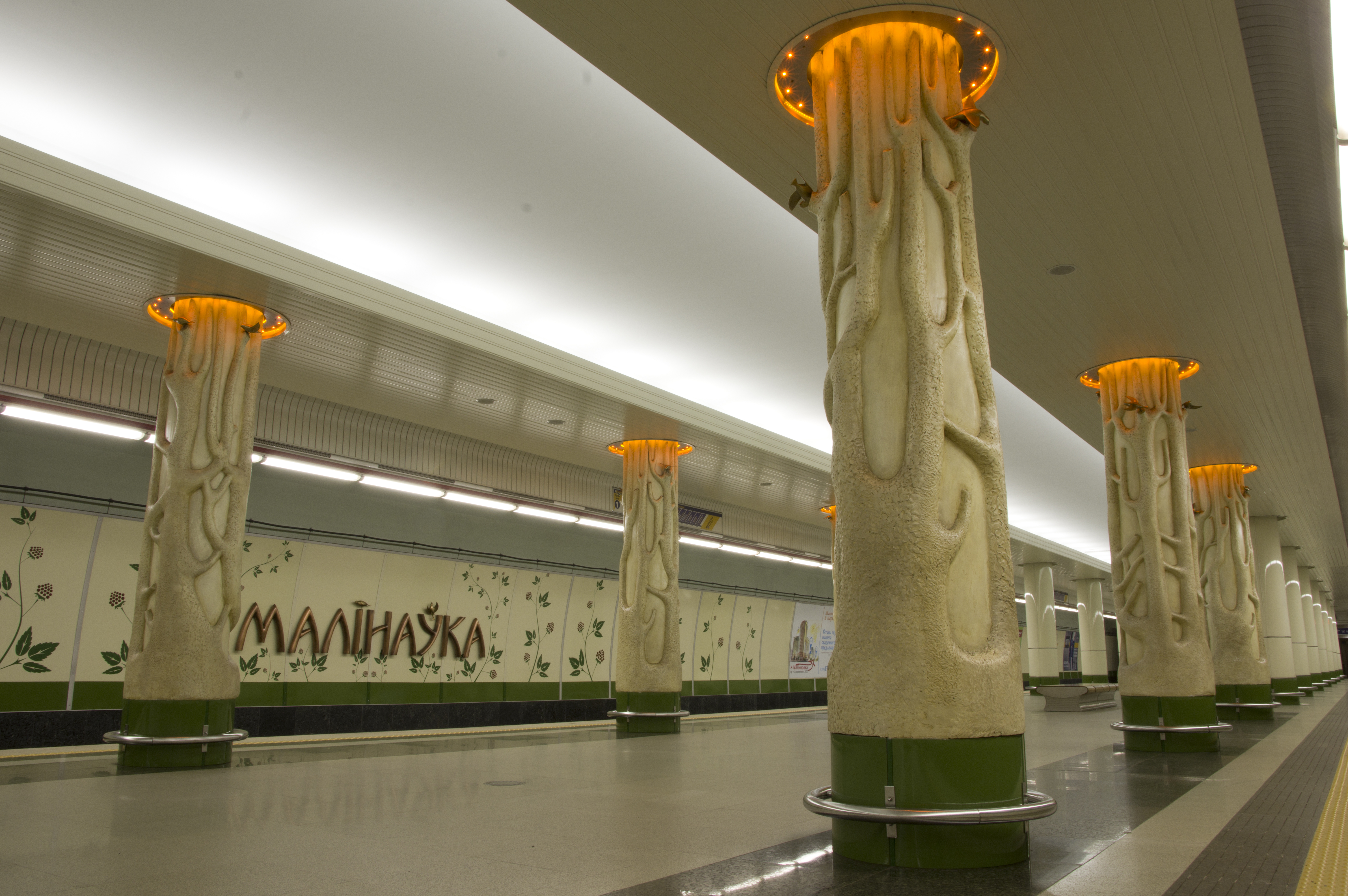
"Малиновка", 2014, медь, бронза, бетон, шелкография
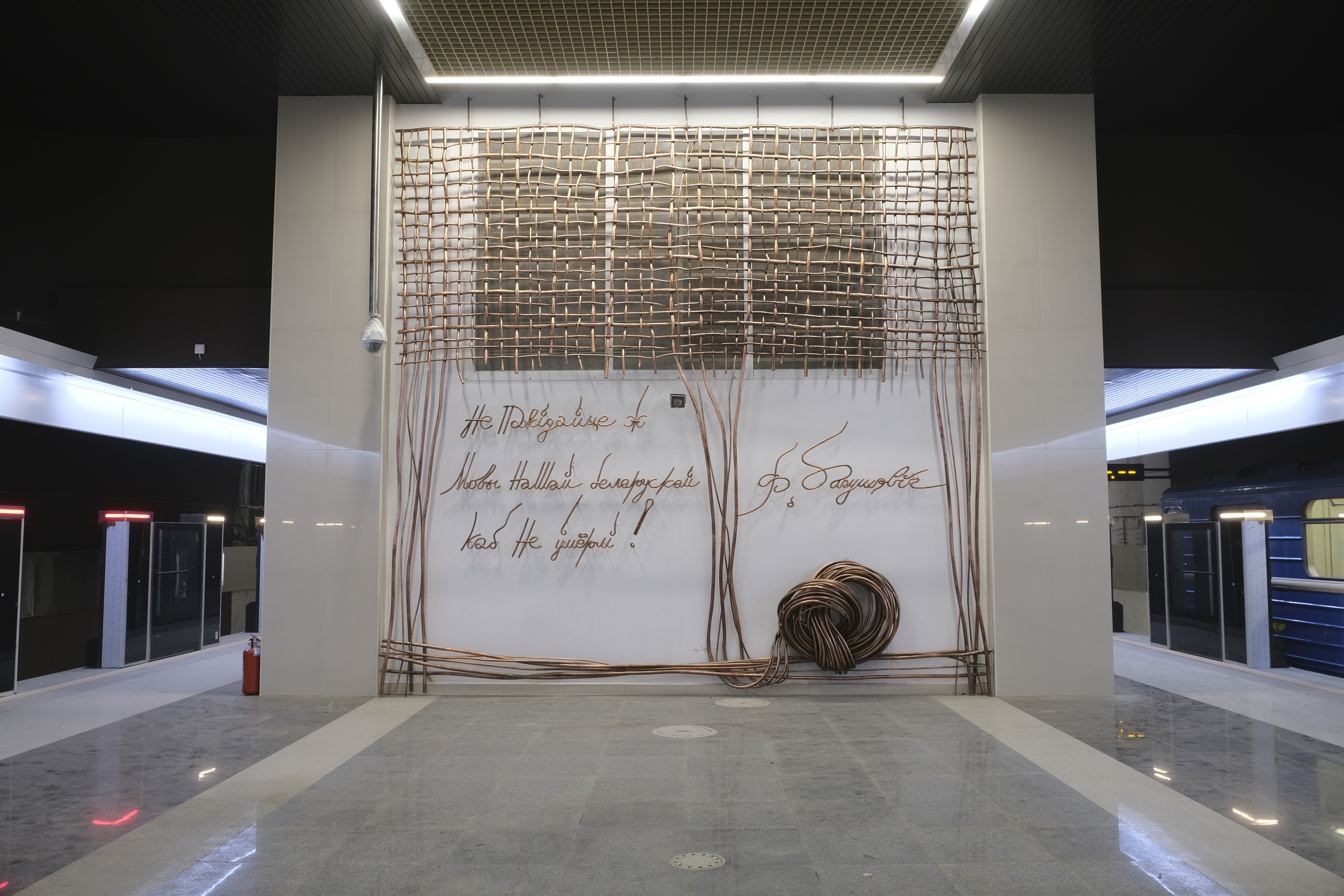
Книга Белорусская , 2020, медь – станция минского метро «Площадь Ф. Богушевича»
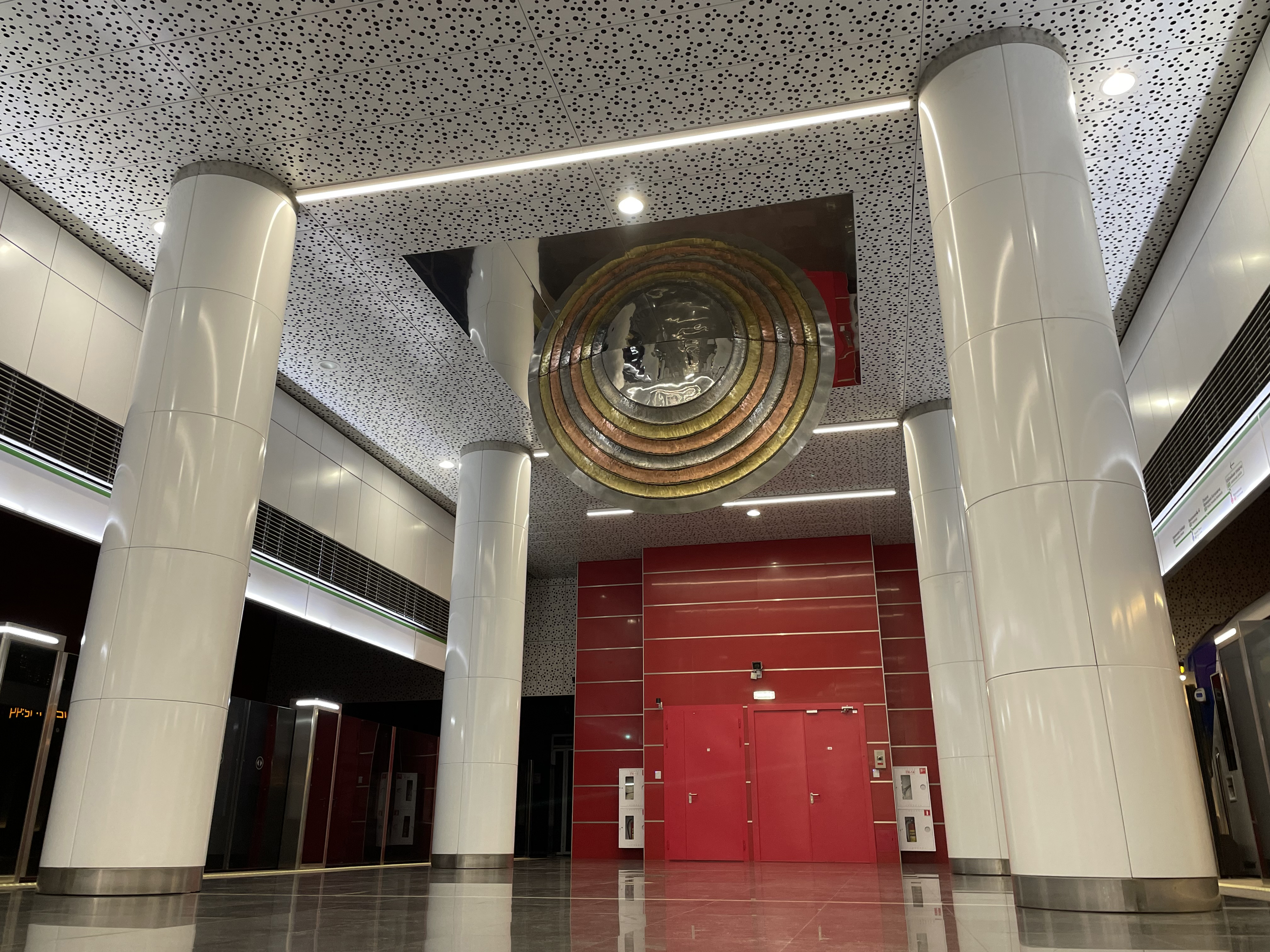
Солнце , 2020, нержавеющая сталь, медь, латунь, алюминий

Автор скульптур в парках Минска: 
- в Парке Победы – «Фонтан Победы» (2010 г.) – архитектор Анна Аксеновав;
- в Парке 900-летия Минска – «Папараць Кветка» (2006 г.);
- в Парке «Северный берег» – скульптура «Человек» (2023 г.) - архитектор Вячеслав Лопато.

Автор скульптурного произведения «Ангел» – памятника донорам (2021 г.) – архитектор Вадим Дражин, Центр Трансплантологии и Хирургии, Минск, Беларусь.
Автор Скульптурного произведения «Контрбёрд (Птица)» (2022 г.) – архитектор Вадим Дражин, установленного на проспекте Дзержинского в Минске и открытой к 955-летию города и 45-летию Московского района города Минска.
Автор скульптурного произведения «Птицы» (2023 г.) – архитектор Вадим Дражин, установленного у офисного центра на проспекте Победителей, напротив Дворца Независимости Республики Беларусь.

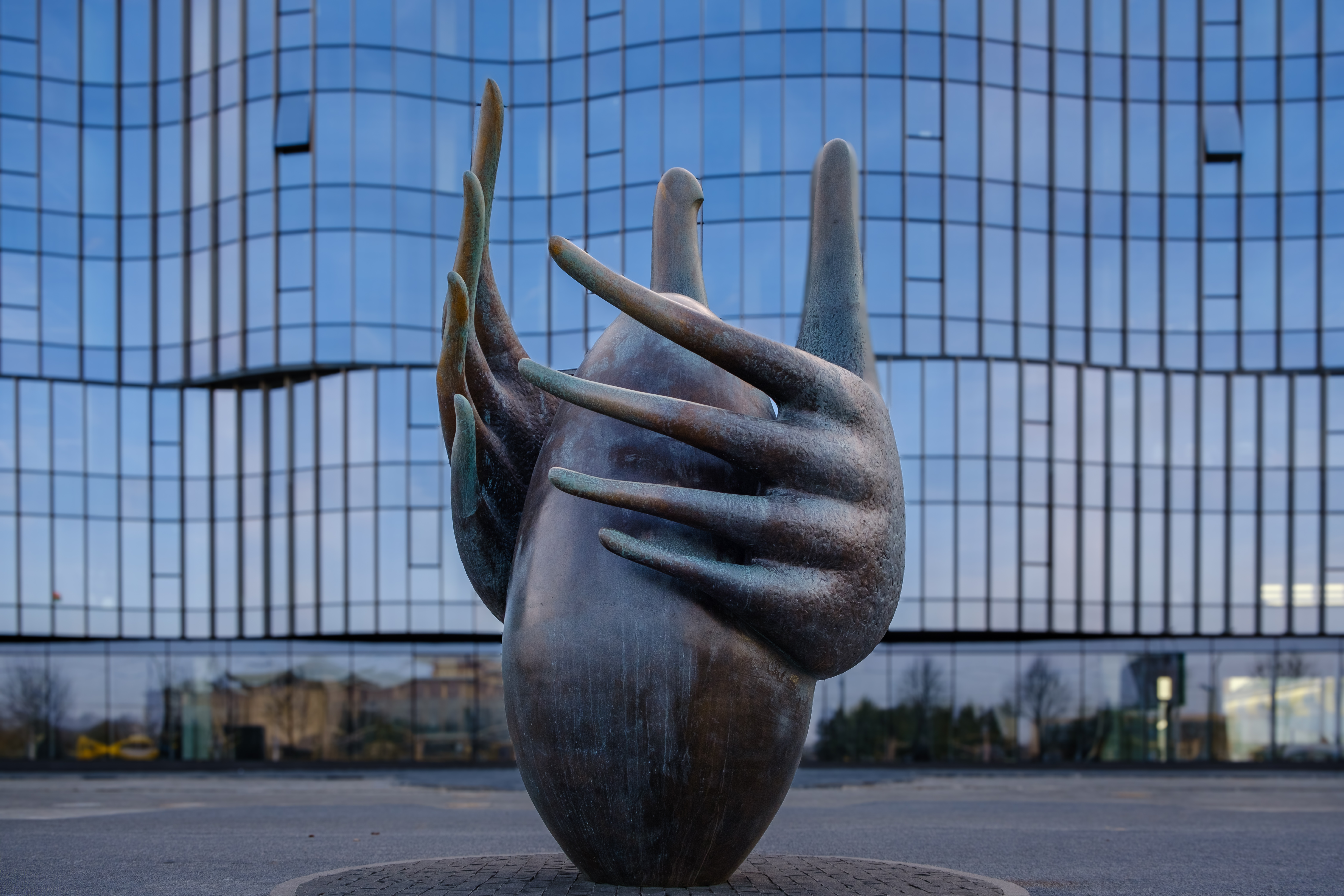
«Птицы». 2023, h = 400 см, бронза, гранит – Проспект Победителей, Минск, Беларусь (дневной общий вид)
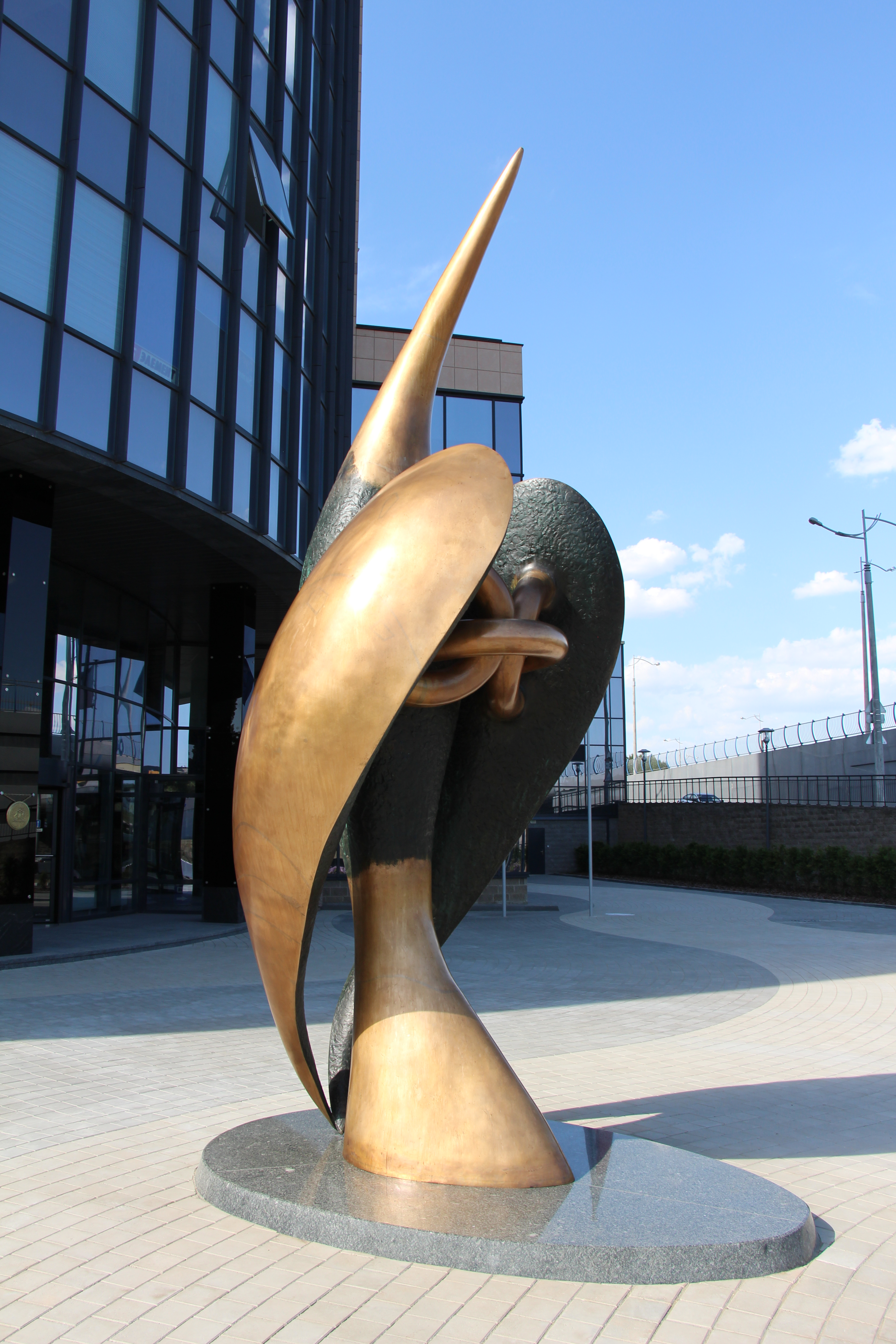
«Контрбёрд» (Птица). 2022, h = 500 см, бронза, гранит – Проспект Дзержинского, Минск, Беларусь (дневной центральный вид)
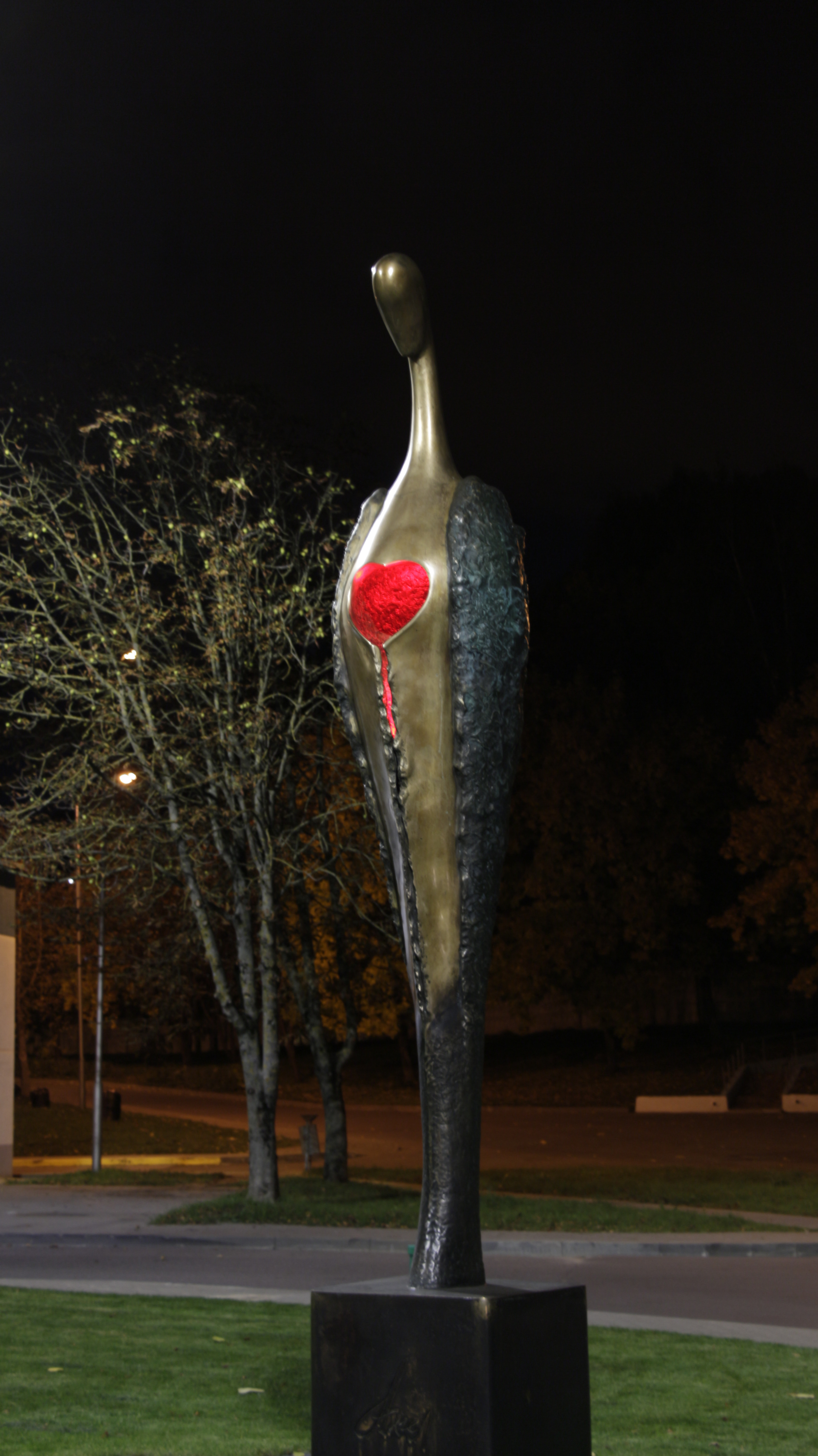
«Ангел» - Посвящение Донору. 2021, h = 400 см, бронза, свет динамическая подсветка – Минский центр хирургии и трансплантологии (ночной общий вид)

Автор скульптурных произведений, установленных в городах Китая: Фучжоу «Элефантус» (2003 г.), Куньмин «Тайцзы» (2005 г.), Чанчунь «Птицы» (2009 г.), «Контрбаланс» (2011 г.), «Сотворение» (2014 г.), Чжэнчжоу «Контранимал» (2018 г.).

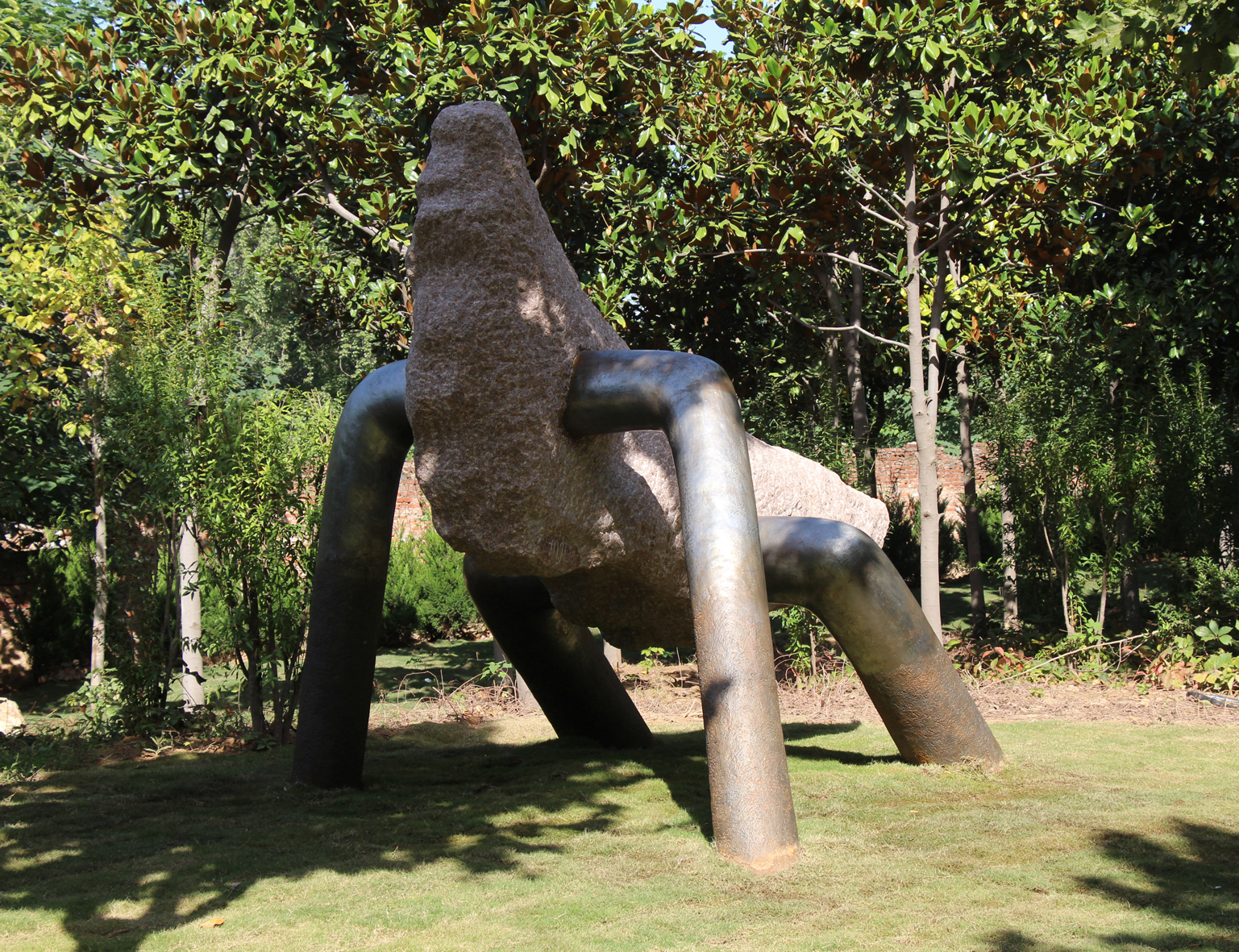
«Контранимал». 2018, гранит, чугун – Чжэнчжоу (Хэнань)
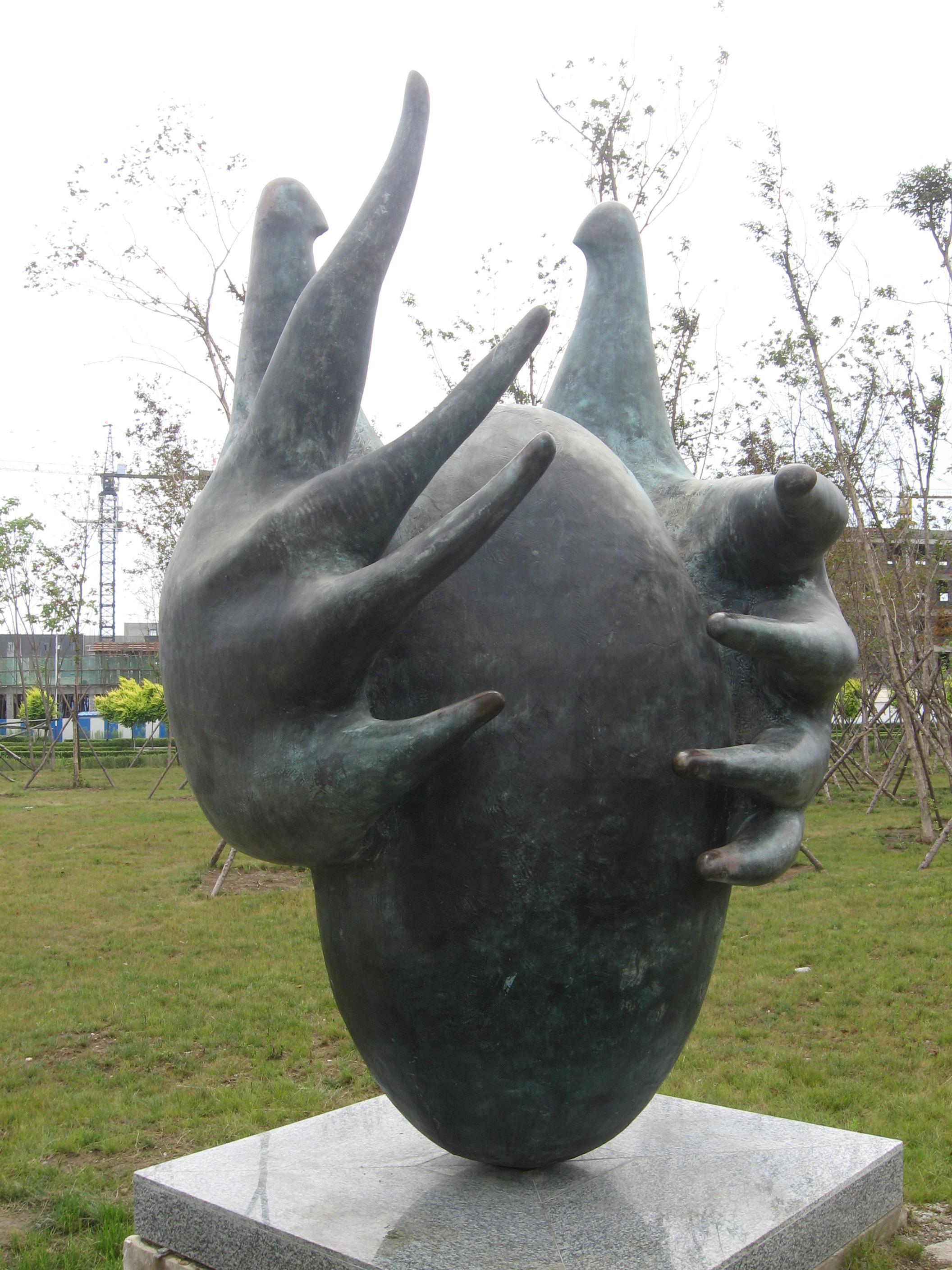
«Птицы». 2009, бронза, гранит – Чанчунь (Гирин)
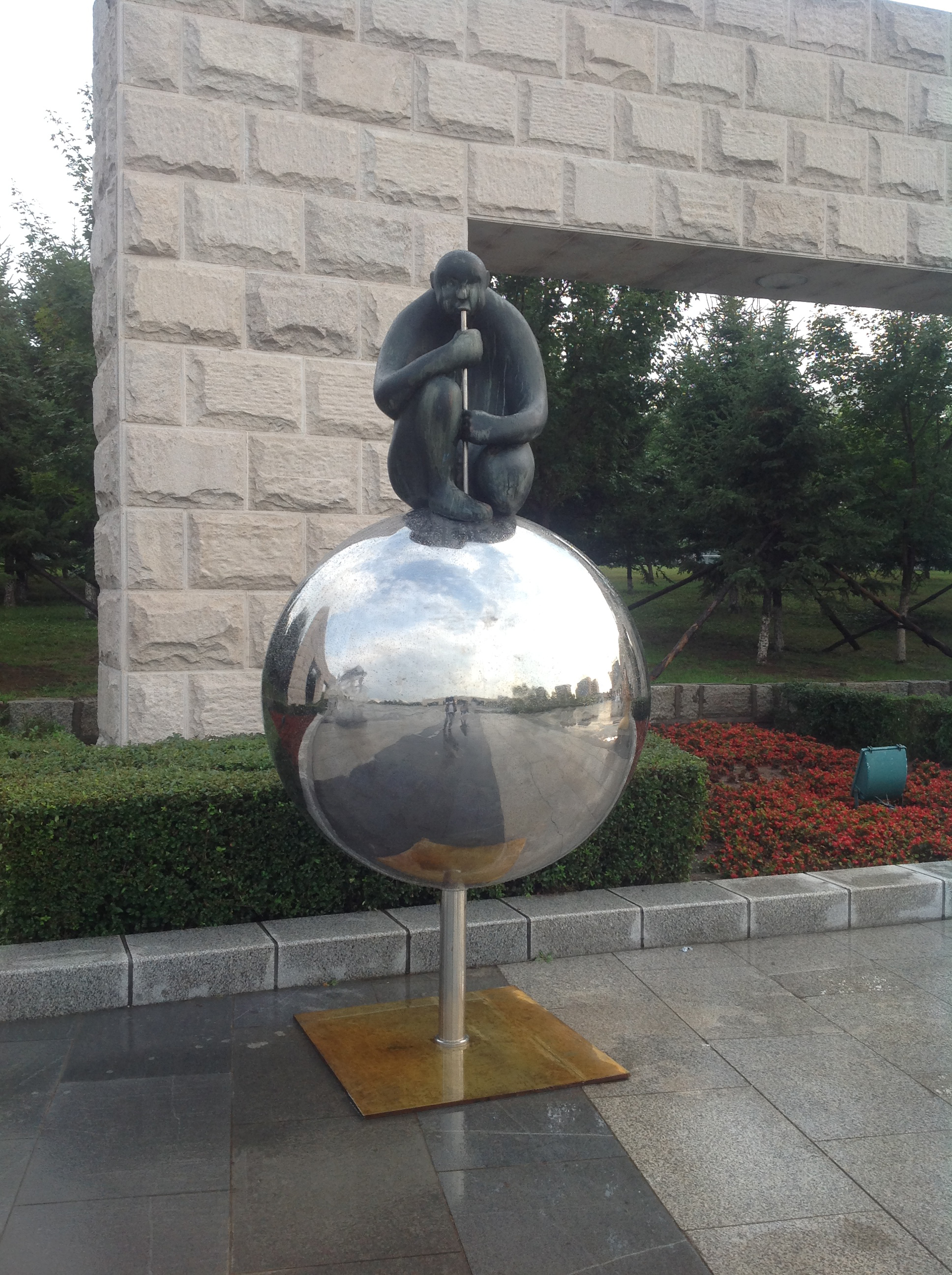
«Сотворение». 2014, бронза, нержавеющая сталь – Чанчунь (Гирин)
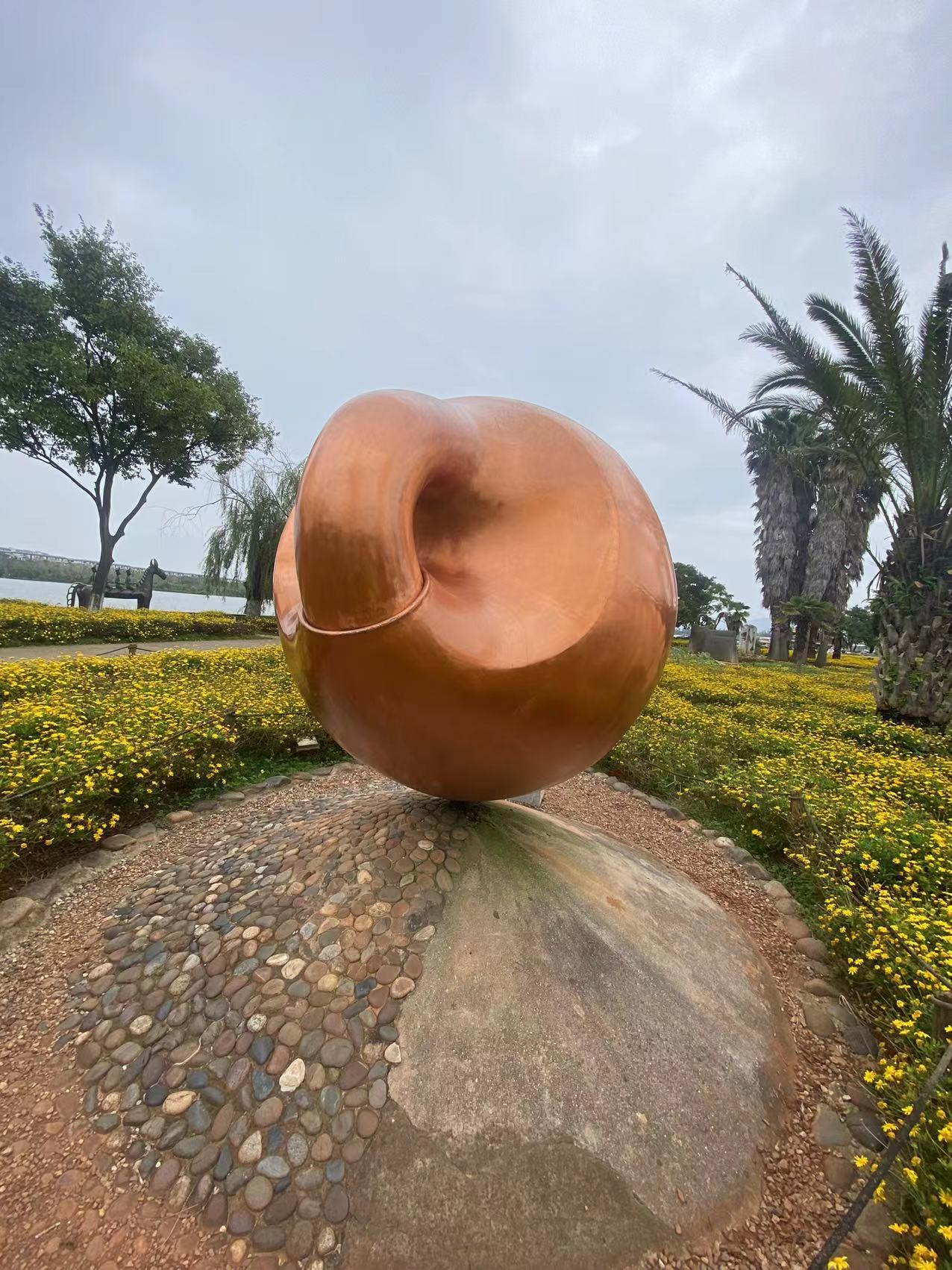
«Тайцзы». 2005, медь, камни, бетон – Куньмин (Юньнань)
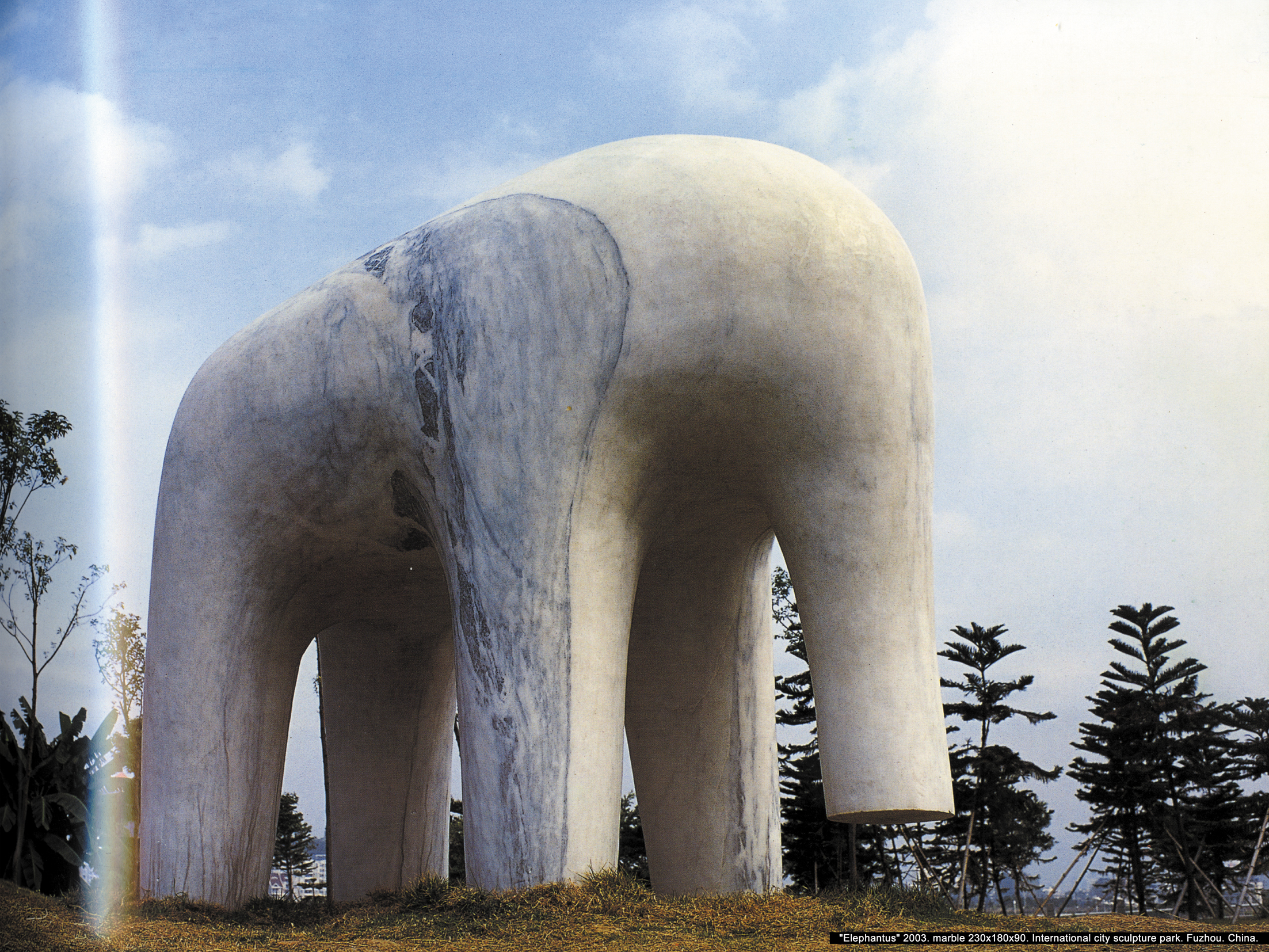
«Элефантус». 2003, мрамор – Фучжоу (Фуцзянь)
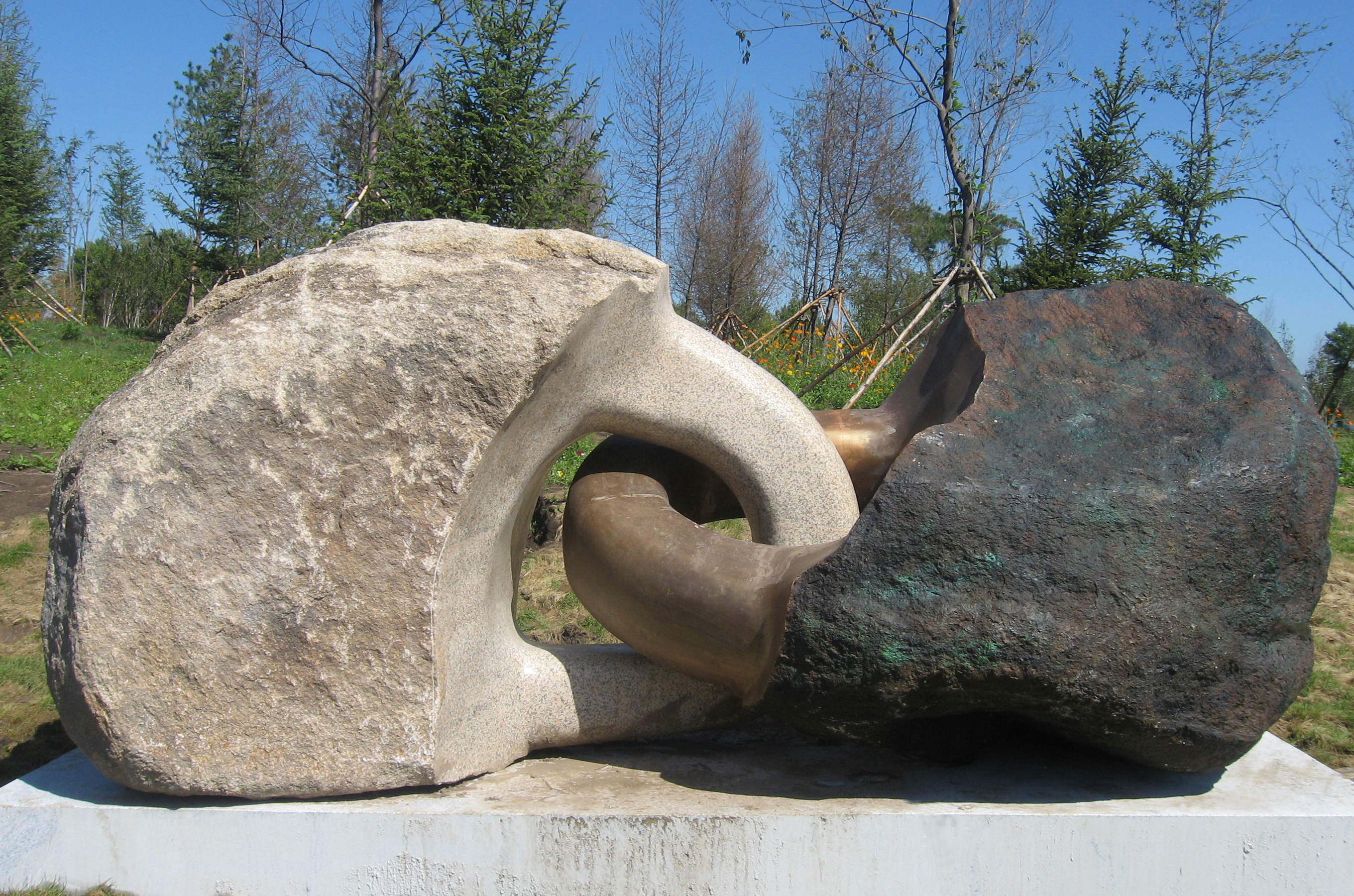
«Контрбаланс» (2011 г.), Чанчунь (Гирин)

### Мемориальные объекты
Соавтор Мемориального комплекса на месте концлагеря «Тростенец», урочище Благовщина, «Последний путь» (2018 г.) – архитектор Леонид Левин, Мемориального комплекса «Красный берег» (2007 г.), – архитектор Леонид Левин, поселок Красный берег, Гомельская область, Беларусь (Государственная премия Республики Беларусь 2010 г.).
Соавтор ряда мемориальных знаков жертвам Холокоста «Разбитый очаг» - «Узникам Минского гетто» (2008 г.) – архитектор Леонид Левин, а также Мемориальных знаков в Бобруйске (2008 г.) и Глуске (2010 г.) – архитектор Галина Левина.
Автор мемориального знака Марии Магдалены Радзивилл (2021 г.), Фрибург, Швейцария, и мемориального знака Георгия (Юрия) Мицкевича (сына Якуба Колоса) на Военном кладбище в Минске (2022 г.).

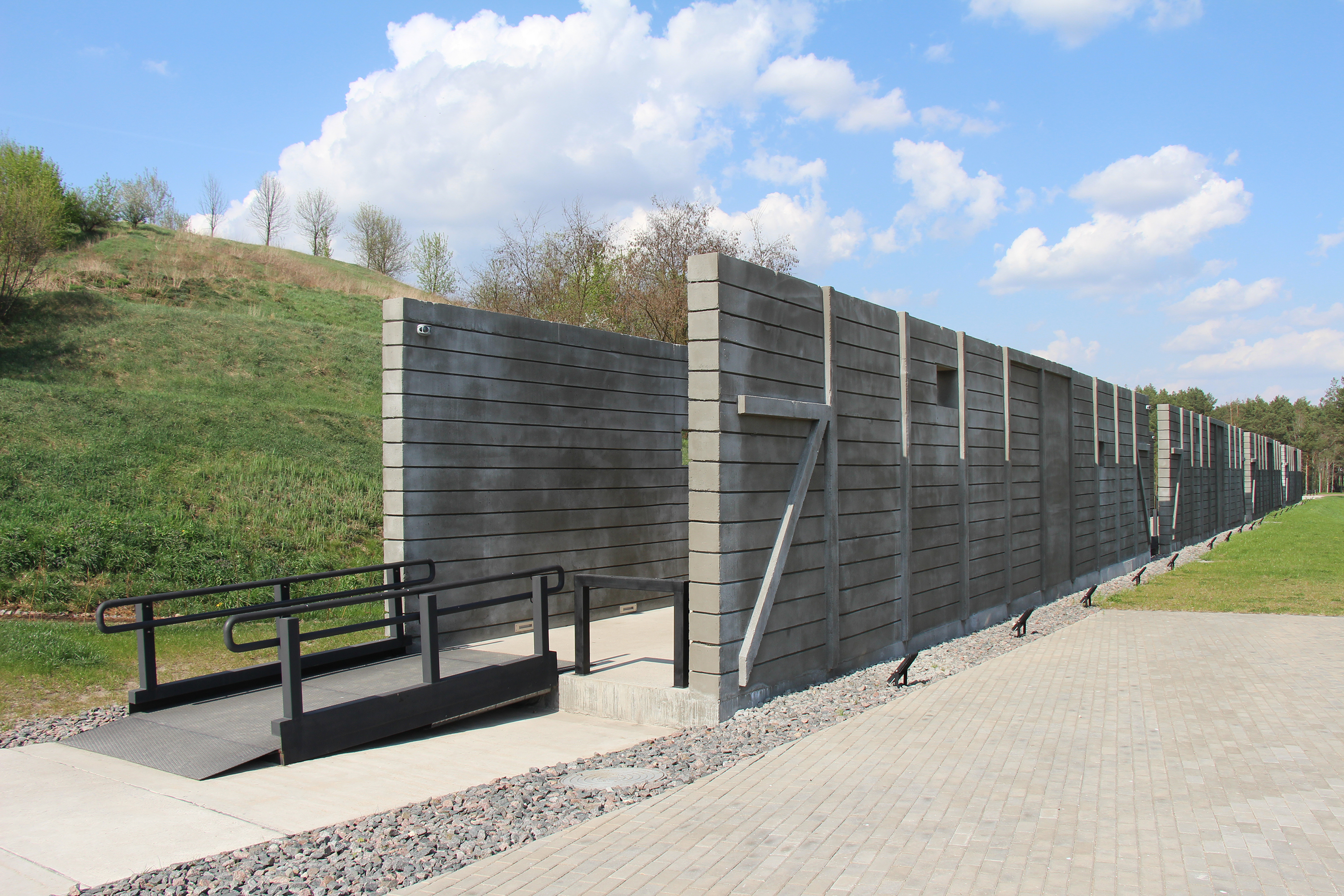
«Последний путь». 2018 – Мемориал «Тростенец», урочище Благовщина (дневной общий вид)
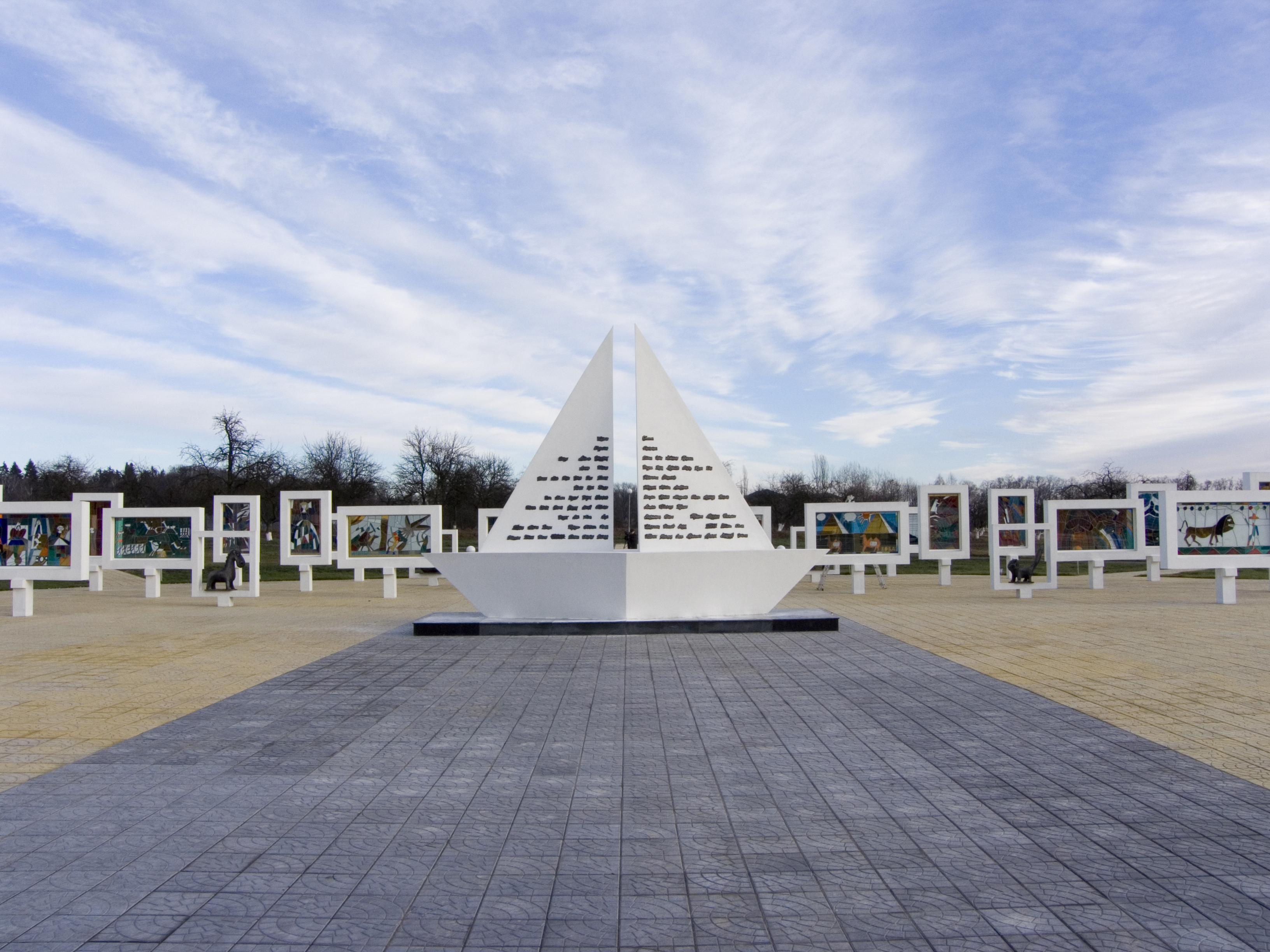
Мемориал «Красный Берег». 2007 – поселок Красный берег, Гомельская область, Беларусь (общий вид)
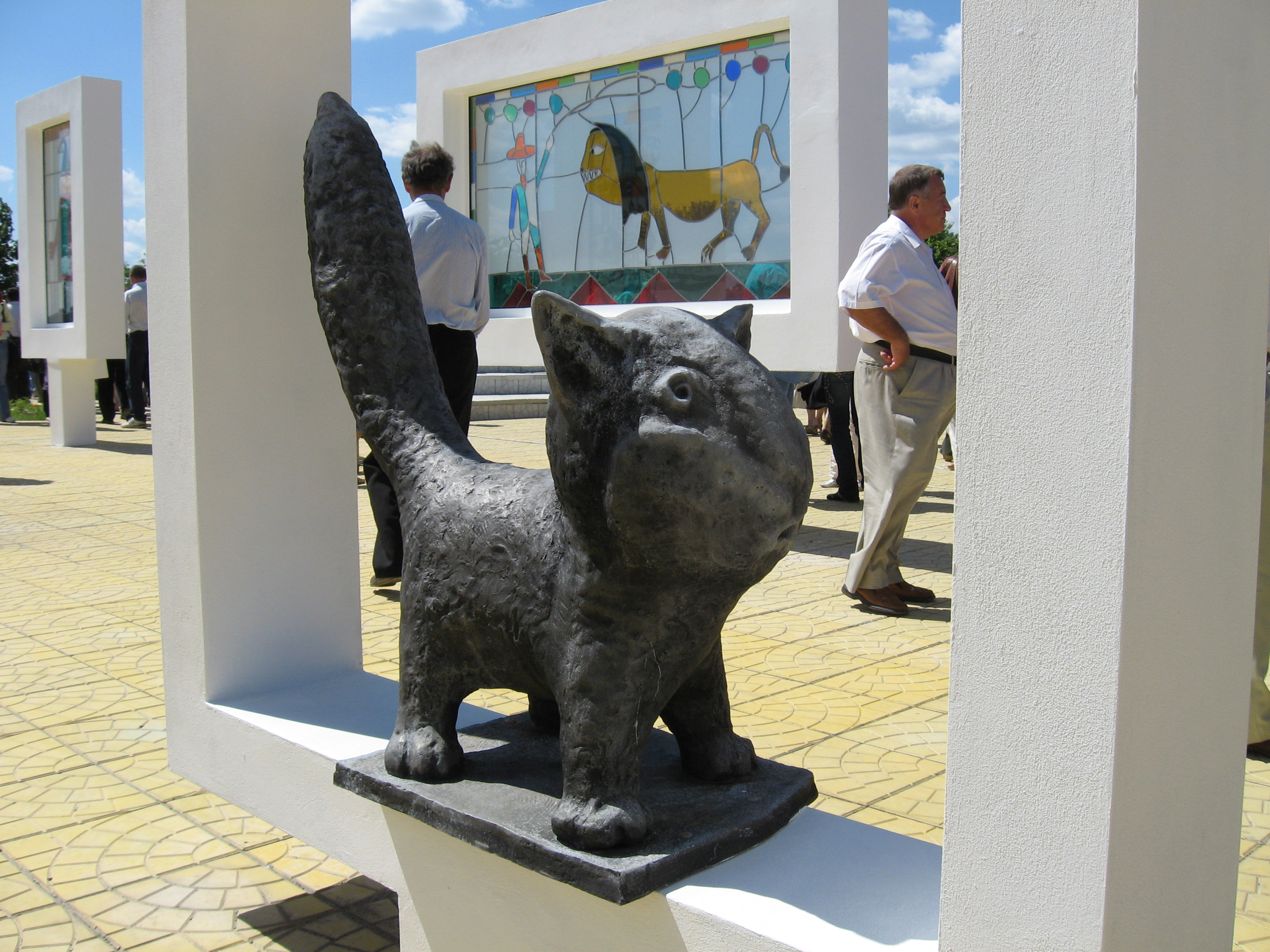
Скульптуры по мотивам детского творчества «Котик», Мемориал «Красный Берег». 2007 – поселок Красный берег, Гомельская область, Беларусь

## Награды
- Дипломант Специального фонда Президента Республики Беларусь (2005 г.)
- Лауреат Специального фонда Президента Республики Беларусь (2006 г.)
- Благодарность Министра культуры Республики Беларусь (2016 г.)
- Почетная грамота Министерства культуры Республики Беларусь (2019 г.)
- Отмечен медалью «Комиссии по культуре и образованию» Международного Олимпийского комитета. Пекин, Китай (2008 г.).
- Отмечен дипломами победителя конкурсов «Белорусского союза художников» (2002 г., 2004 г.) и «Белорусского союза архитекторов» (2005 г., 2009 г., 2019 г.).
- Отмечен наградами и дипломами Управления культуры Мингорисполкома, Китайской скульптурной ассоциацией, Китайской ассоциацией городской скульптуры, Китайским национальным комитетом городской скульптуры, Китайской ассоциацией мэров городов, мэром города Мурманска (Россия), мэром города Чимишлия (Молдова), Культурным центром образовательного развития Гюмри (Армения).

В мастерской скульптора Максима Петруля 11.02.2015
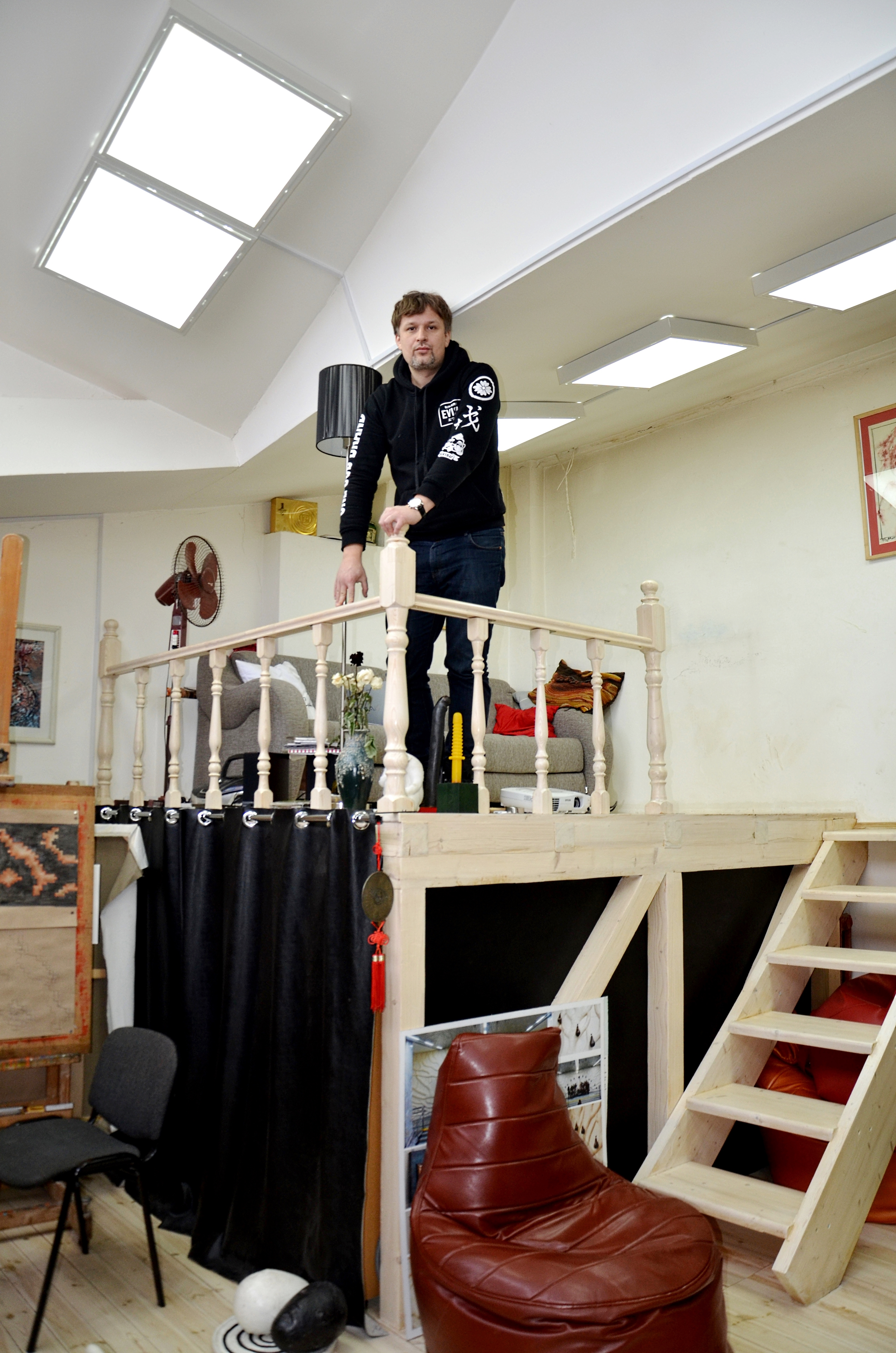
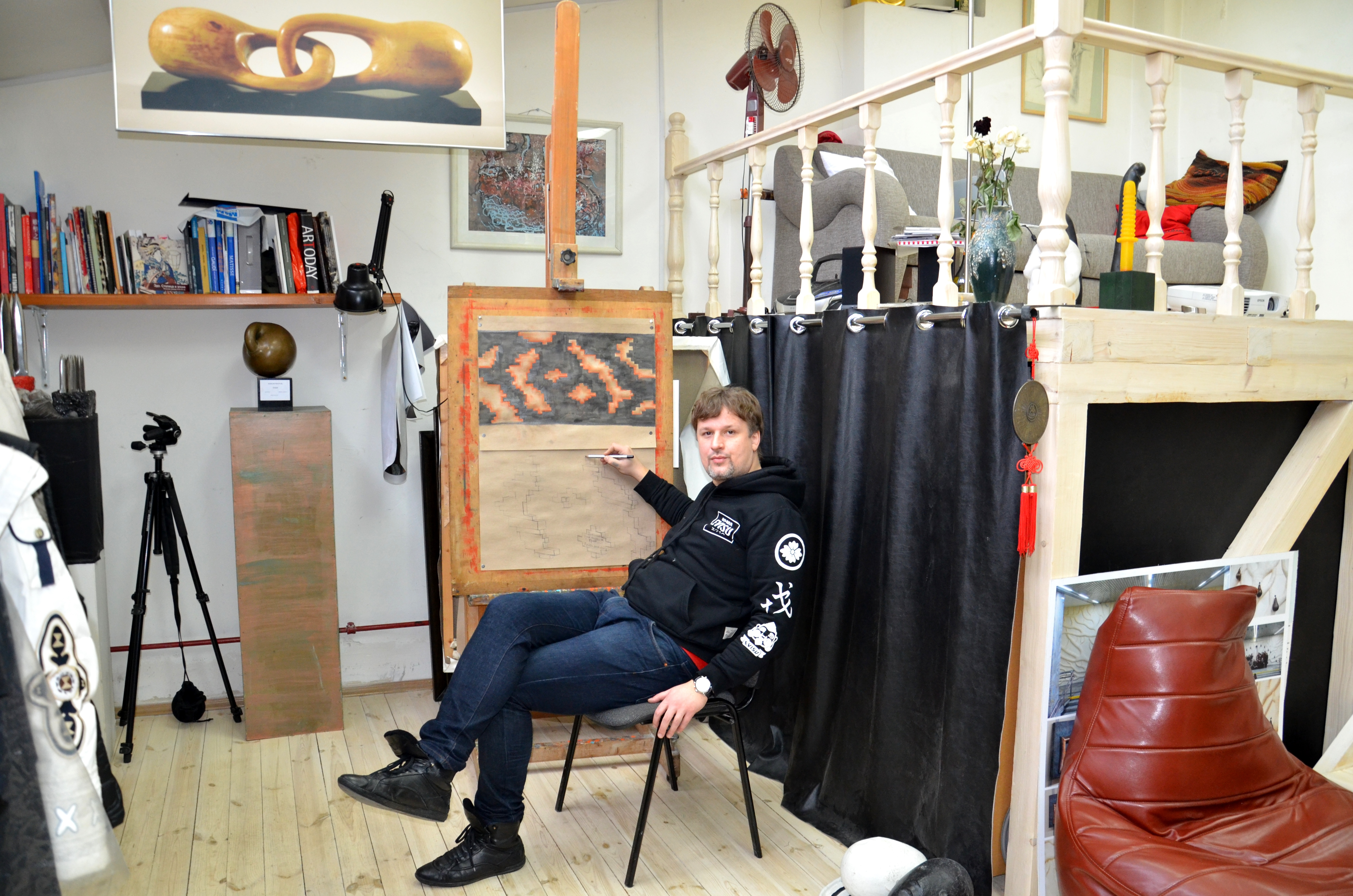
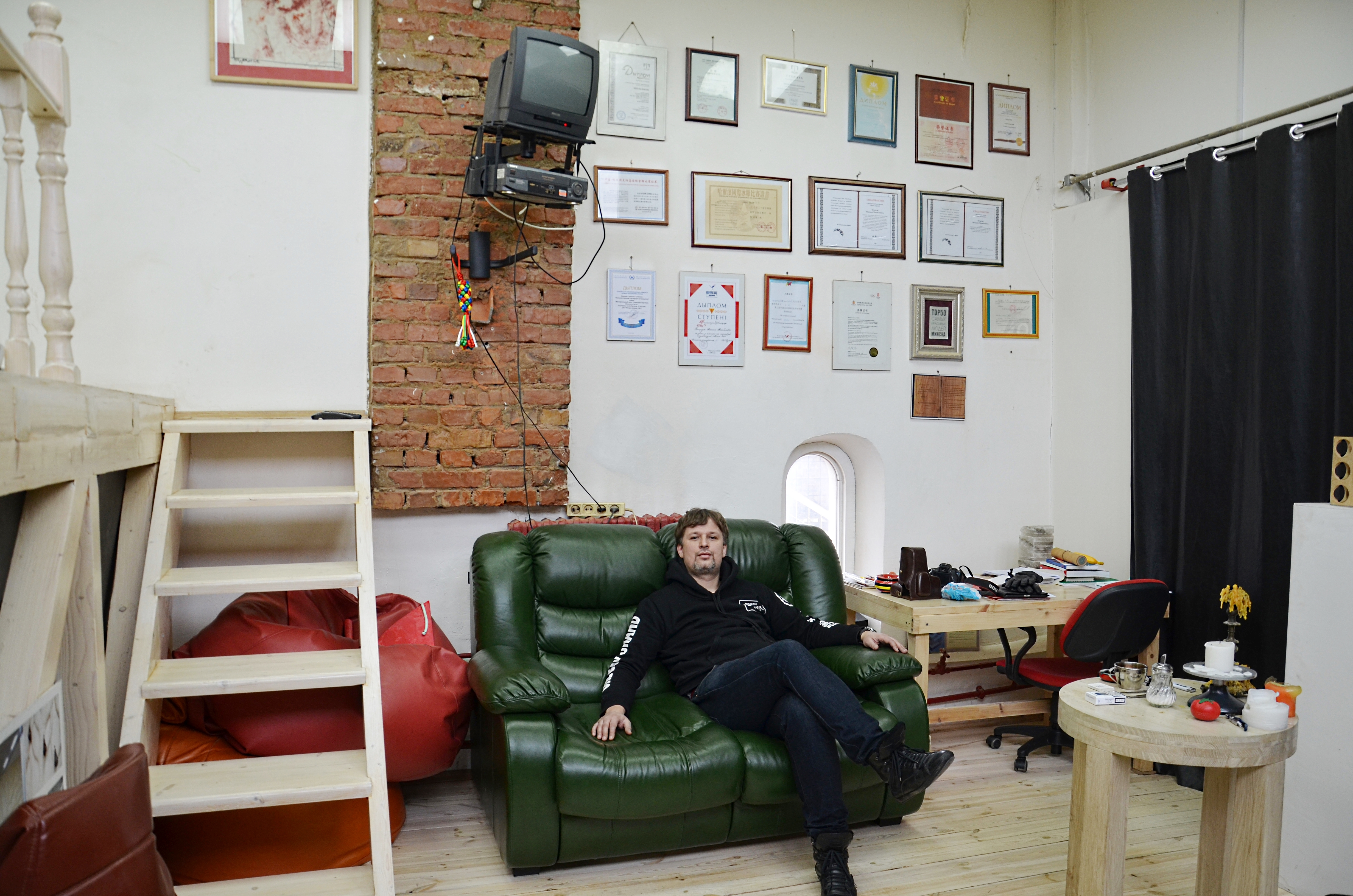
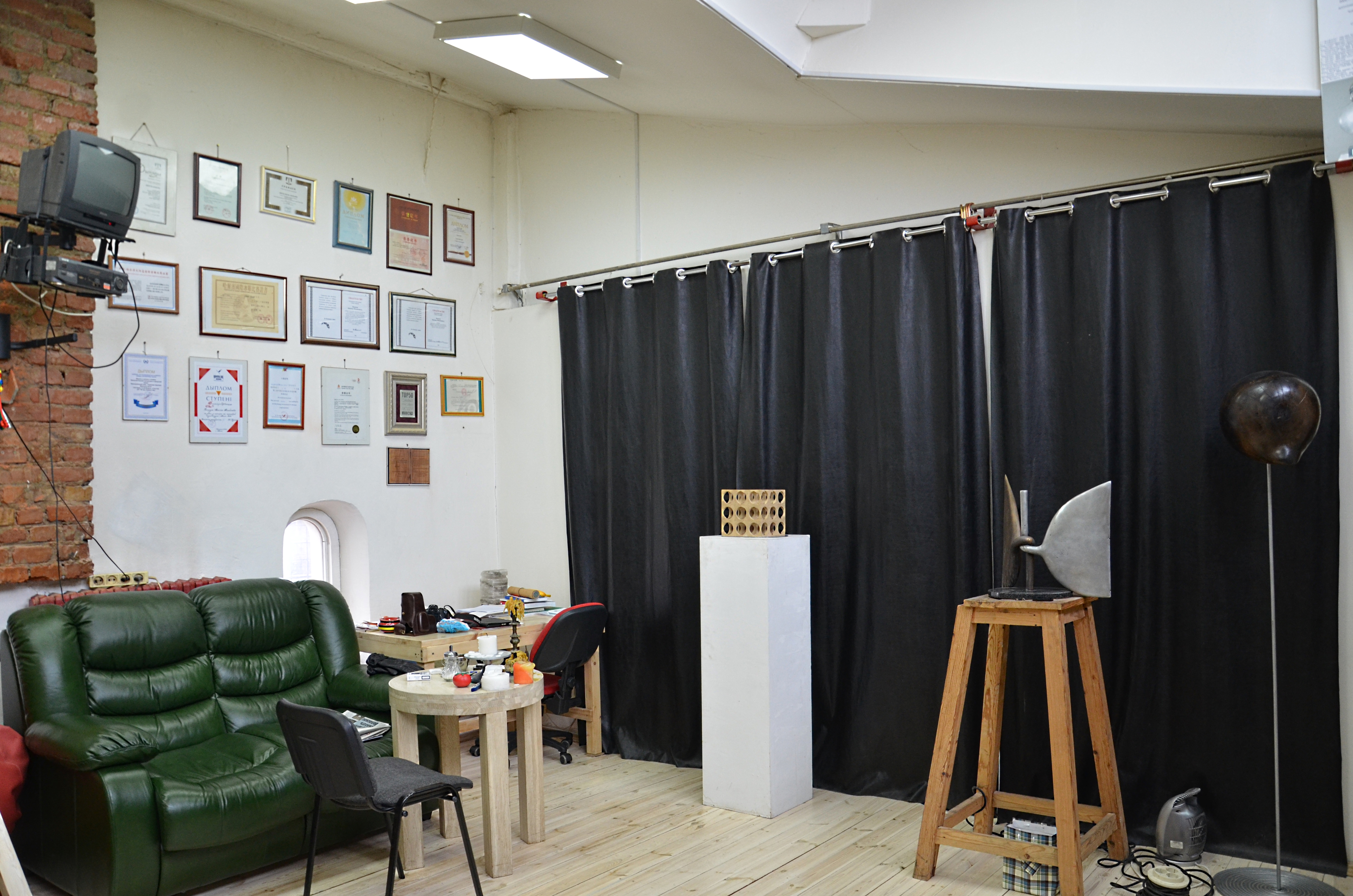

## Местонахождение произведений автора
- Коллекция Райнольда Вюрта Кунцельзау, Германия;
- Коллекция Олимпийского искусства, Пекин, Китай;
- Скульптурная галерея в городе Циндао — Национальный художественный музей КНР, Пекин, Китай;
- Музей скульптуры, Хуалянь, Тайвань;
- Национальный художественный музей Республики Беларусь;
- Национальный центр современных искусств Республики Беларусь, Минск, Беларусь;
- Художественная галерея — Полоцкого историко-культурного музея-заповедника, Полоцк, Беларусь;
- коллекция Арт-Беларусь, Минск, Беларусь.

А также в частных коллекциях Беларуси, России, Литвы, Нидерландов, Германии, Швейцарии, Китая и США.

## Скульптурные композиции и монументально-мемориальные объекты в Беларуси

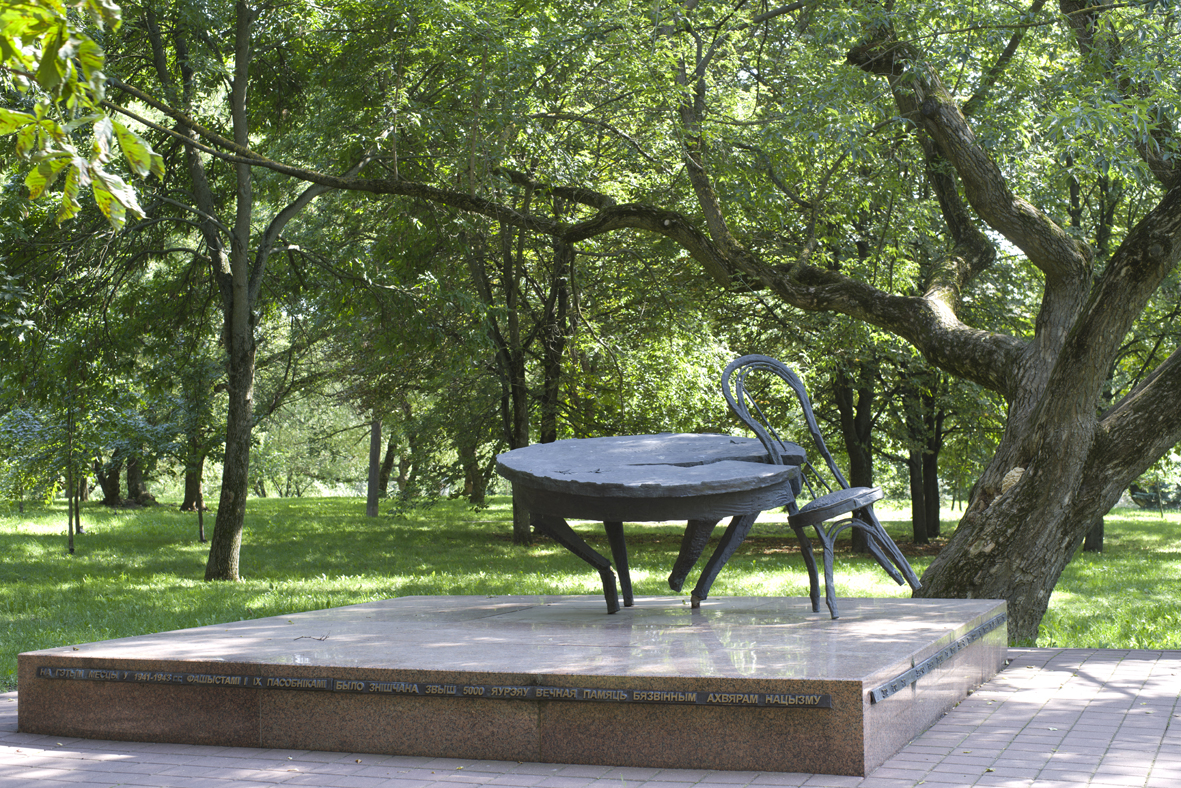
«Разбитый очаг». 2008, бронза, гранит. Улица Сухая, Минск.

- «Ангел» (Посвящение Донору) 2021 год, Центр трансплантологии, гематологии и хирургии. Минск (архитектор Вадим Дражин)
- «Разбитый очаг» 2008 год. Еврейский мемориальный сквер — мемориал в память Минского гетто, (архитектор Леонид Левин)
- «Фонтан Победы» 2010 год. «Парк Победы». Минск (архитектор Анна Аксенова)
- «Цветок папоротника» 2006 год, парк 900-летия Минска
- Мемориал «Красный Берег» (в соавторстве) 2007 год — Памятник детям-жертвам Великой Отечественной войны, Красный берег, (гл. архитектор Леонид Левин)
- «Последний путь» (в соавторстве) 2018 год — Мемориальный комплекс «Тростенец», урочище Благовщина (гл. архитектор Леонид Левин)
- Мемориальный знак «Узникам Бобруйского гетто» 2008 год. Бобруйск (архитектор Галина Левина)
- Мемориальный знак жертвам Холокоста 2010 год. Мыслочанская гора, Глусск (архитектор Галина Левина)

## Выставочная деятельность
Автор персональных выставок:
- 2007 — «60 & 30» (совместно с Людмилой Петруль), Национальный художественный музей Беларуси
- 05.12.2014—31.01.2015 — «История одной истории» (совместно с Людмилой Петруль), художественная галерея Полоцкого историко-культурного музея-заповедника[9]
- 2015 — «Untitled». Посольство Литовской Республики в Республике Беларусь
- 2016 — «Untitled». Галерея «Лабиринт». Национальная библиотека Беларуси. Минск, Беларусь
- 2016 — «5=3». (vol.1) Галерея «Артпорт». Минск, Беларусь
- 2017 — «5=3». (vol.2) Галерея «Артпорт». Минск, Беларусь
- 2017 — «Эволюция +». Музей современного изобразительного искусства (ныне Национальный центр современных искусств Республики Беларусь.). Минск, Беларусь
- 2018 — «25ый кадр». Галерея «Арт-Беларусь». Минск, Беларусь
- 2018 – «Манифест Максимализма». Галерея «Арт-Беларусь». Минск, Беларусь
- 2020—2021 — «Максимализм». Национальный центр современных искусств Республики Беларусь. Минск, Беларусь
- 2021—2022 — «де(ре) Конструкция». Национальный историко-культурный музей-заповедник «Несвиж»
- 2023 - «Параллели». Государственный литературно-мемориальный музей Якуба Коласа. Минск, Беларусь
- 2023-2024— «4х4». Национальный историко-культурный музей-заповедник «Несвиж»
- 2024 – «Диалог» (совместно с Людмилой Петруль), Галерея «Мара». Несвиж, Беларусь

Участник международных, республиканских, городских художественных выставок и конкурсов:
- Пекинская международная арт-биеннале (2008 г., 2015 г., 2017 г.), Национальный художественный музей КНР, Пекин, Китай.
- Белорусский павильон Парижского международного выставочного салона (2015 г.), Большой Дворец, Париж, Франция.
- Выставка «Возвращение Образа» к 130-летию со дня рождения Марка Шагала (2017 г.), Культурный центр посольства Республики Беларусь в Российской Федерации, Москва, Россия.
- 9-я Ташкентская международная биеннале современного искусства (2022 г.),
- 19-я Международная азиатская арт-биеннале в Бангладеш (2022 г.).
- Международный выставочный проект «Персональные структуры. Отражения», Палаццо Мора, 59-я Венецианская биеннале современного искусства, Венеция, Италия (2022 г.).

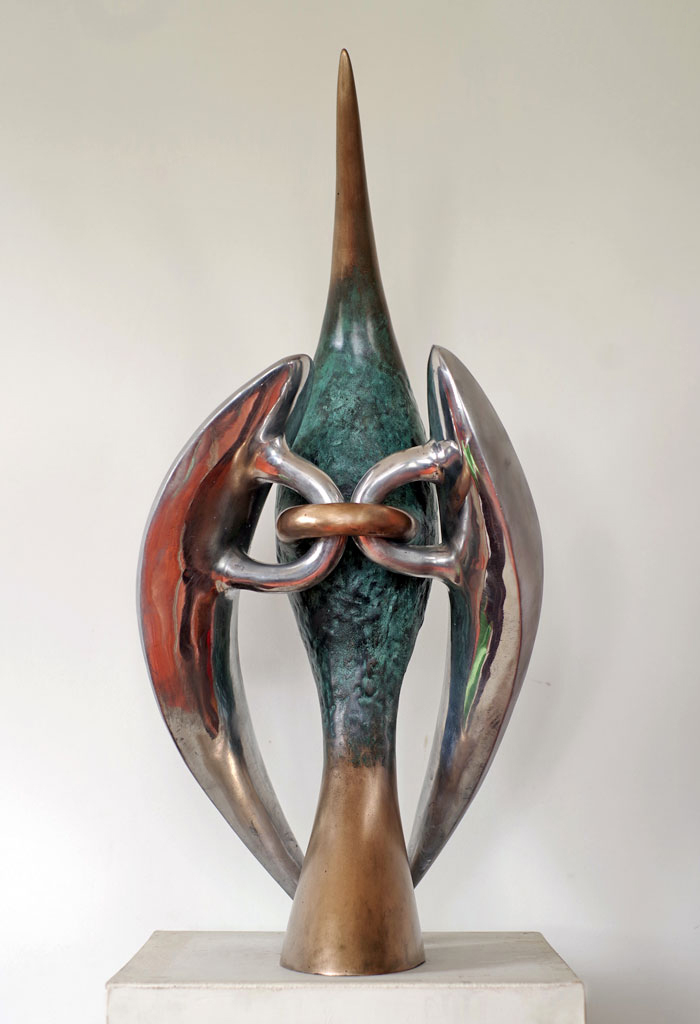
«Контрбёрд». 2017, h = 70 см, бронза, алюминий
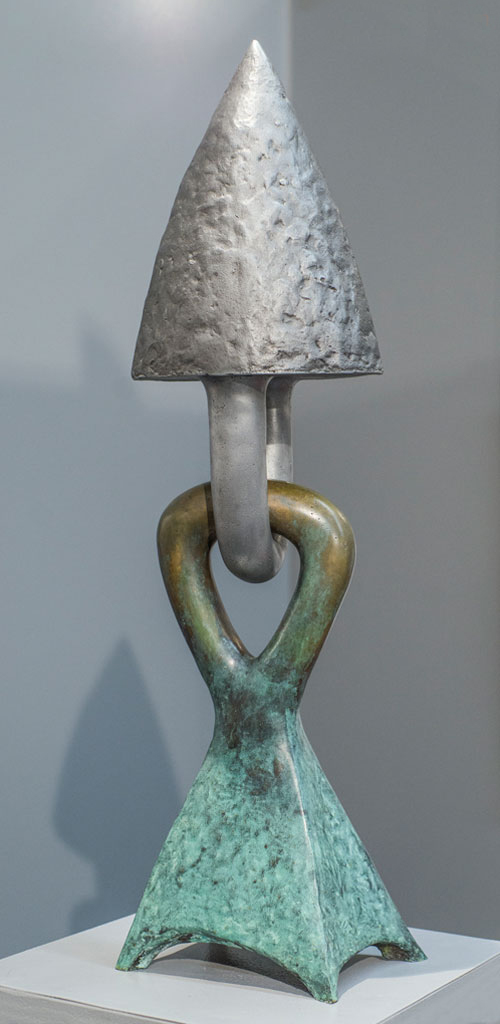
«Контрфиш». 2017, h = 80 см, бронза, силумин
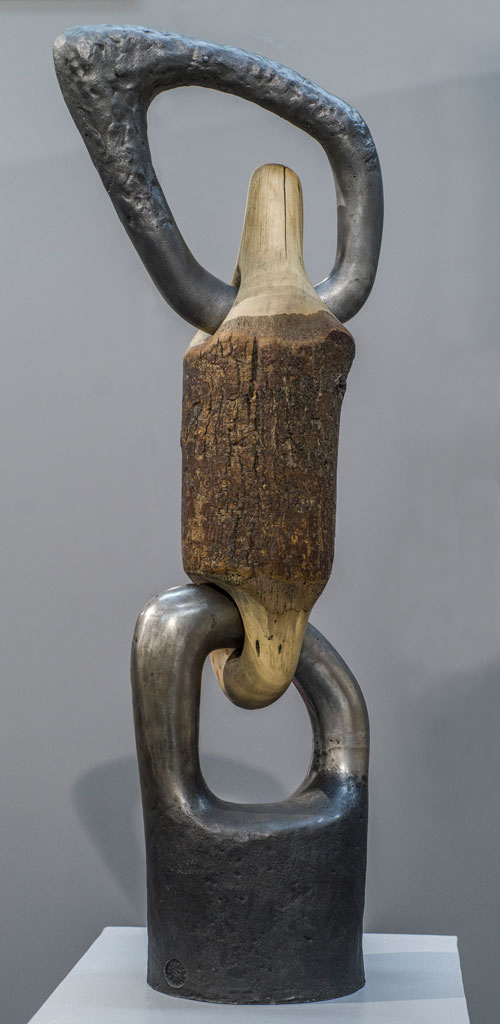
«Контрмэн». 2017, h = 80 см, чугун, дерево, силумин
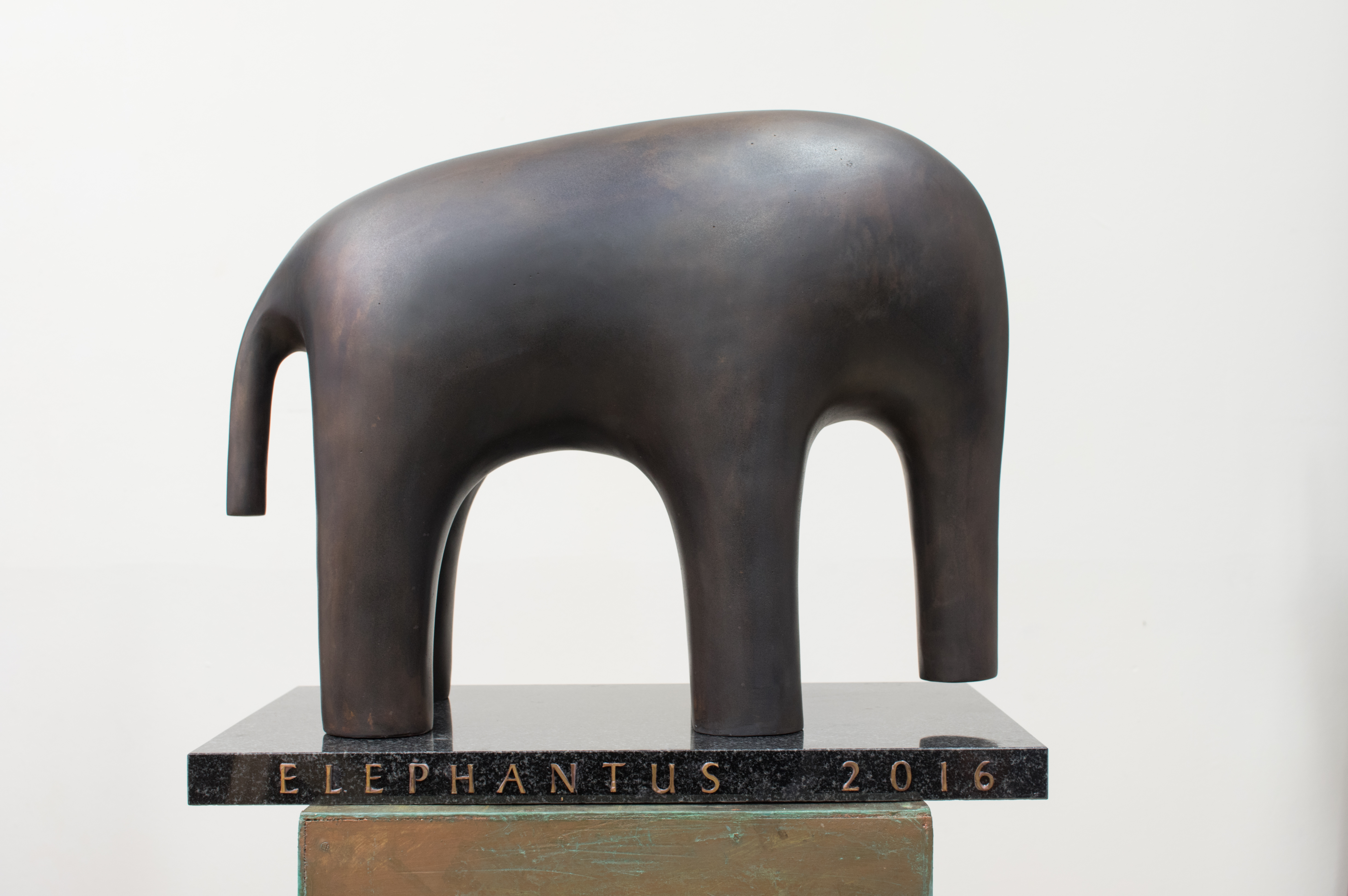
«Элефантус». 2002, h = 50 см, бронза, гранит
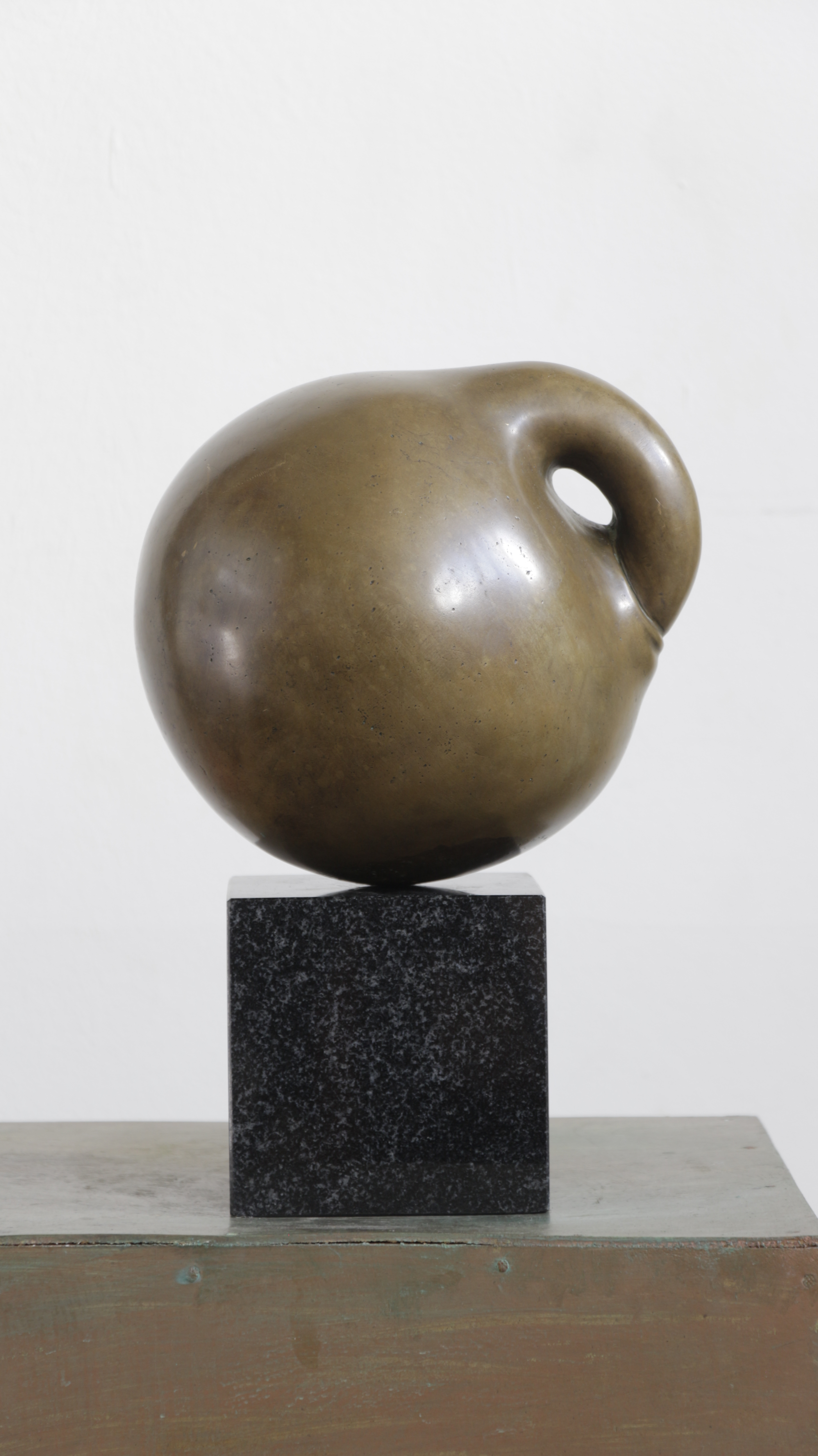
«Тайцзы». 2004, h = 35 см, бронза, гранит
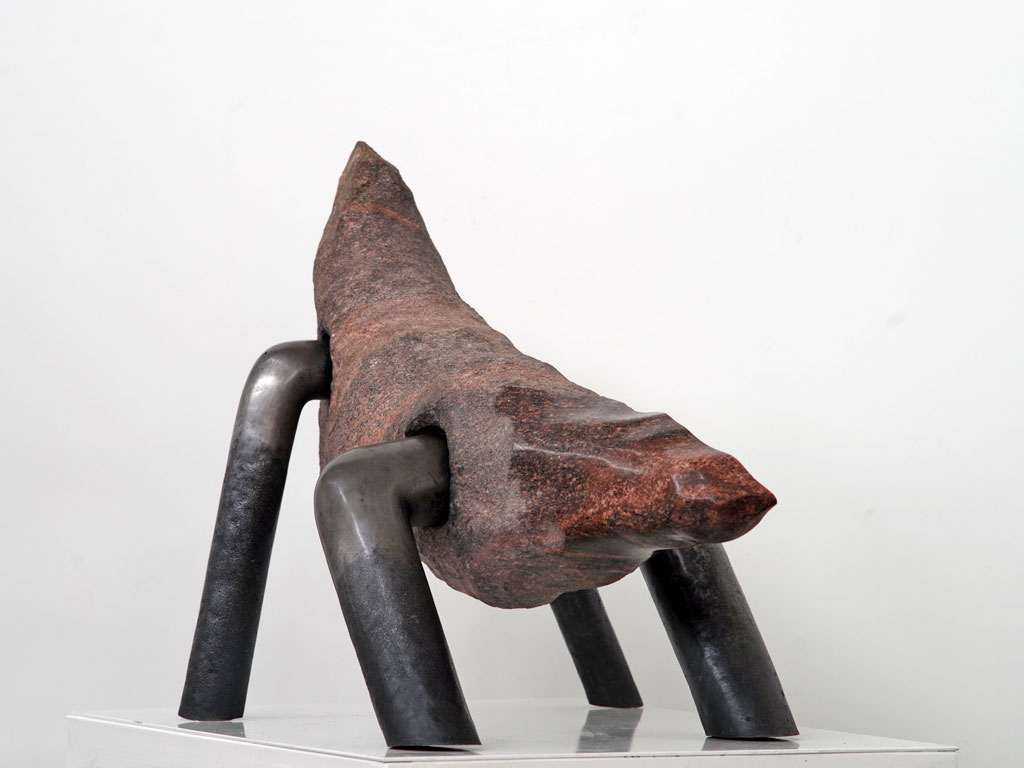
«Контранимал». 2017, h = 50 см, чугун, гранит
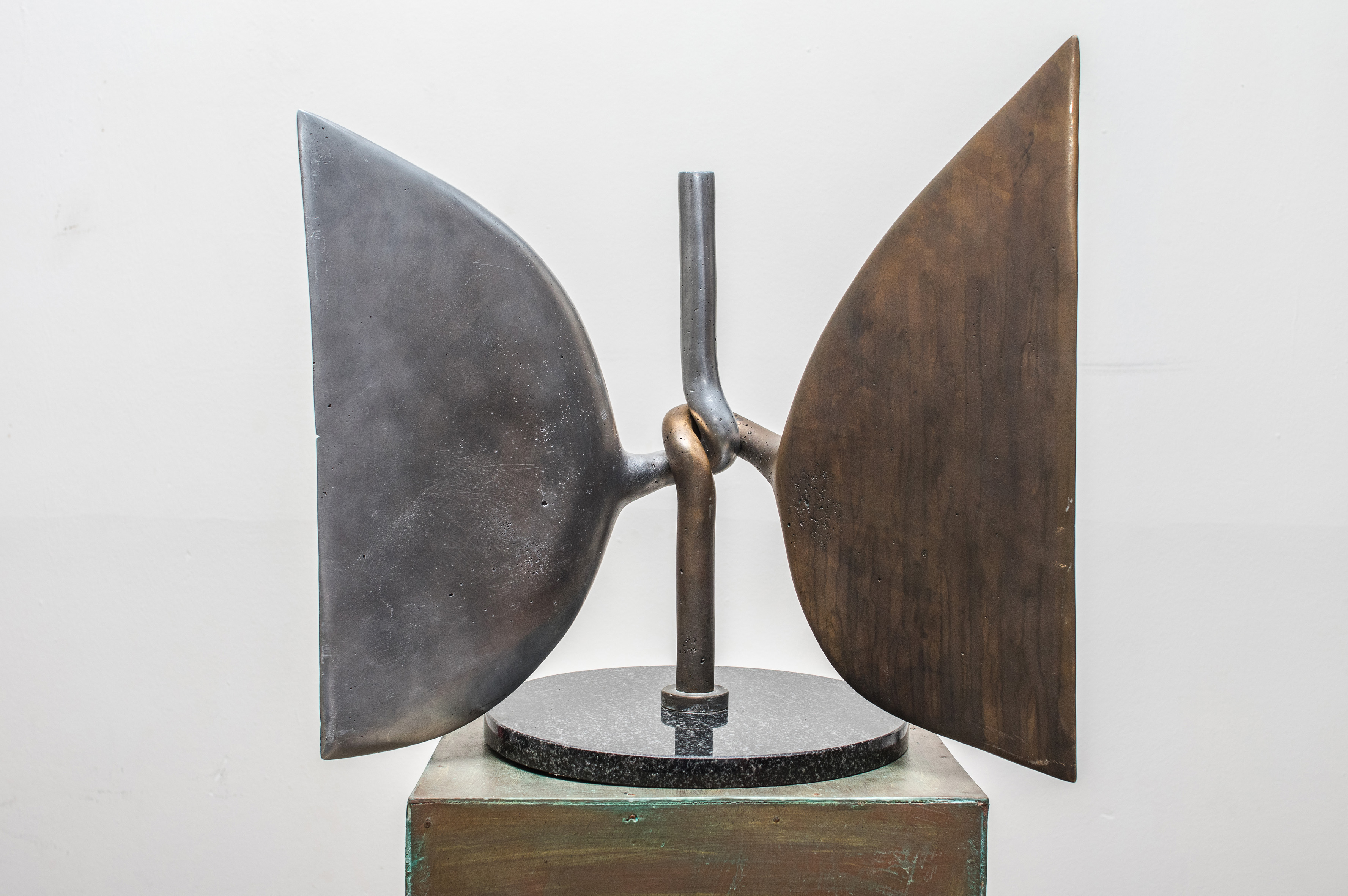
«Контрбаттэрфляй». 2015, h = 50 см, бронза, силумин, гранит
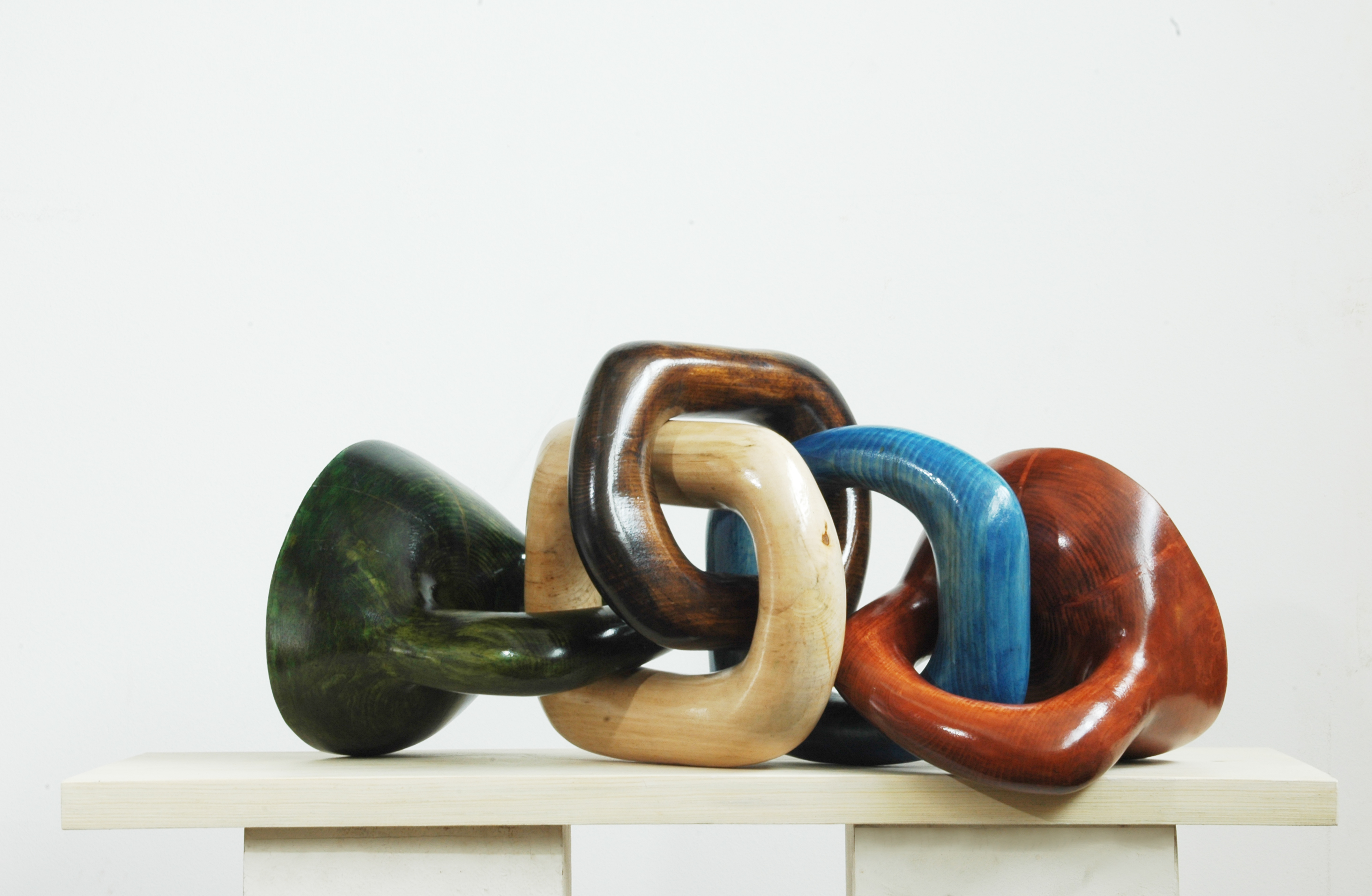
«Связи». 2008, l = 85 см, дерево
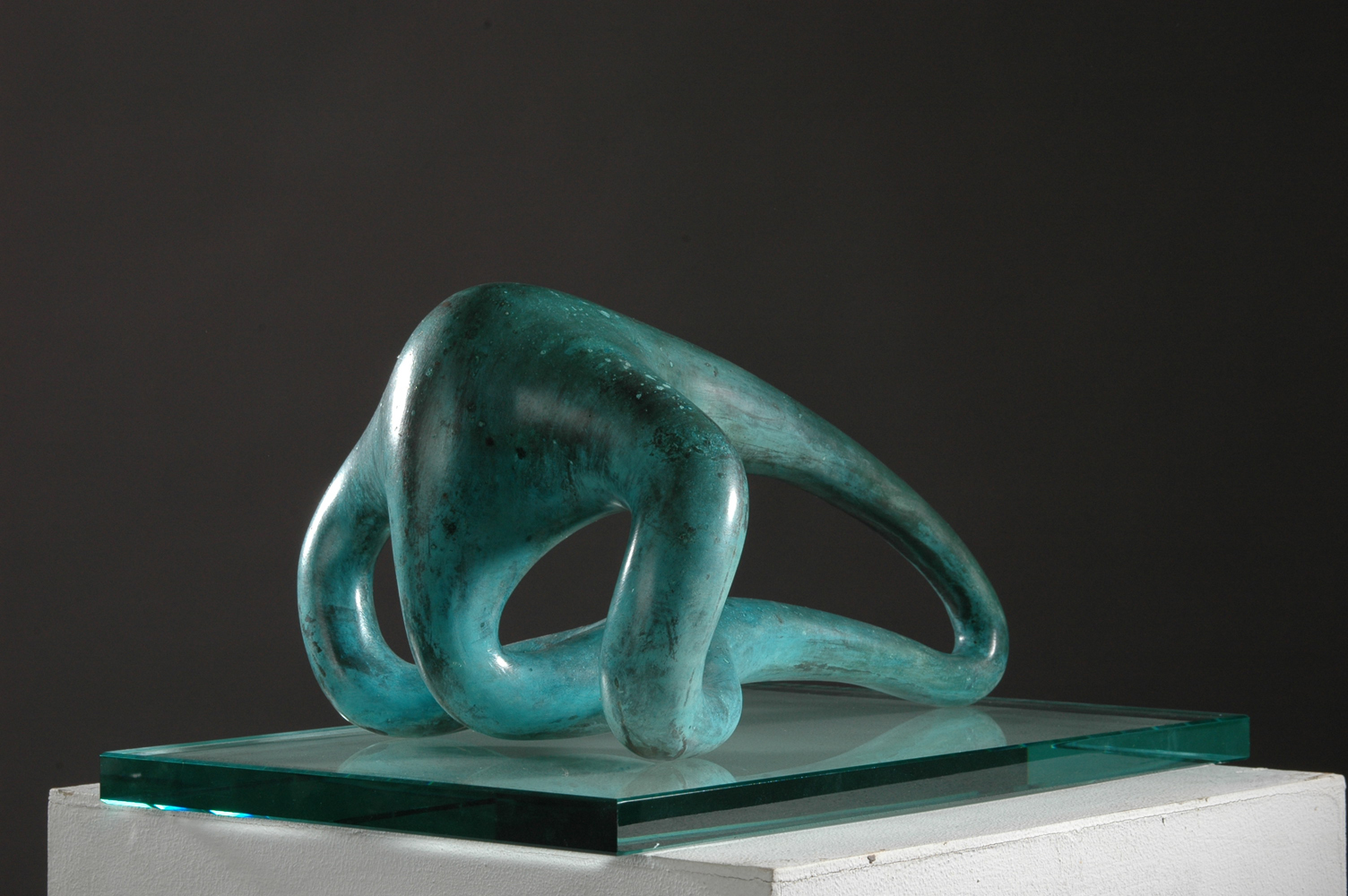
«Запах дождя». 2007, l = 40 см, бронза, стекло
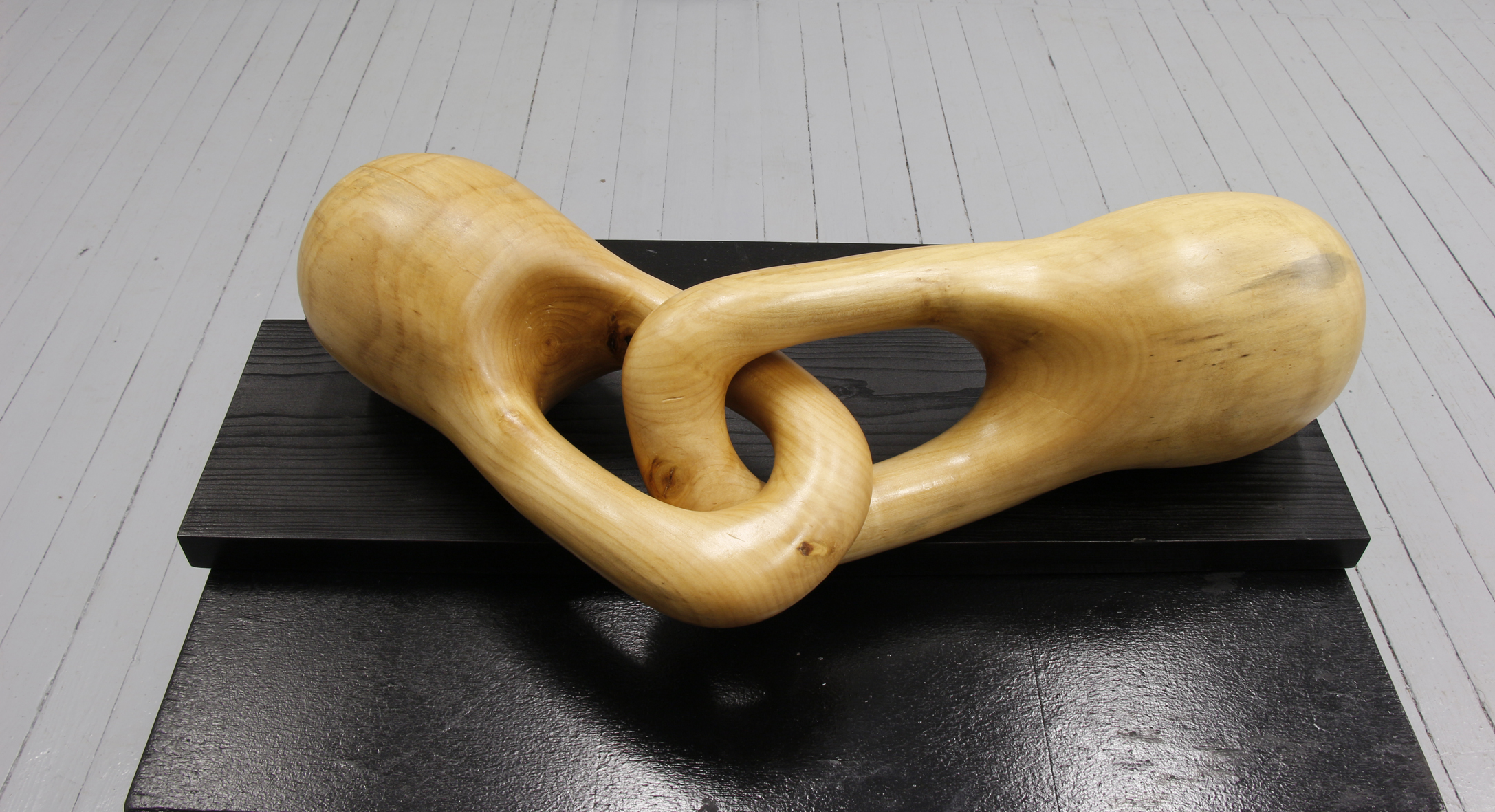
«Между». 2004, l = 75 см, дерево
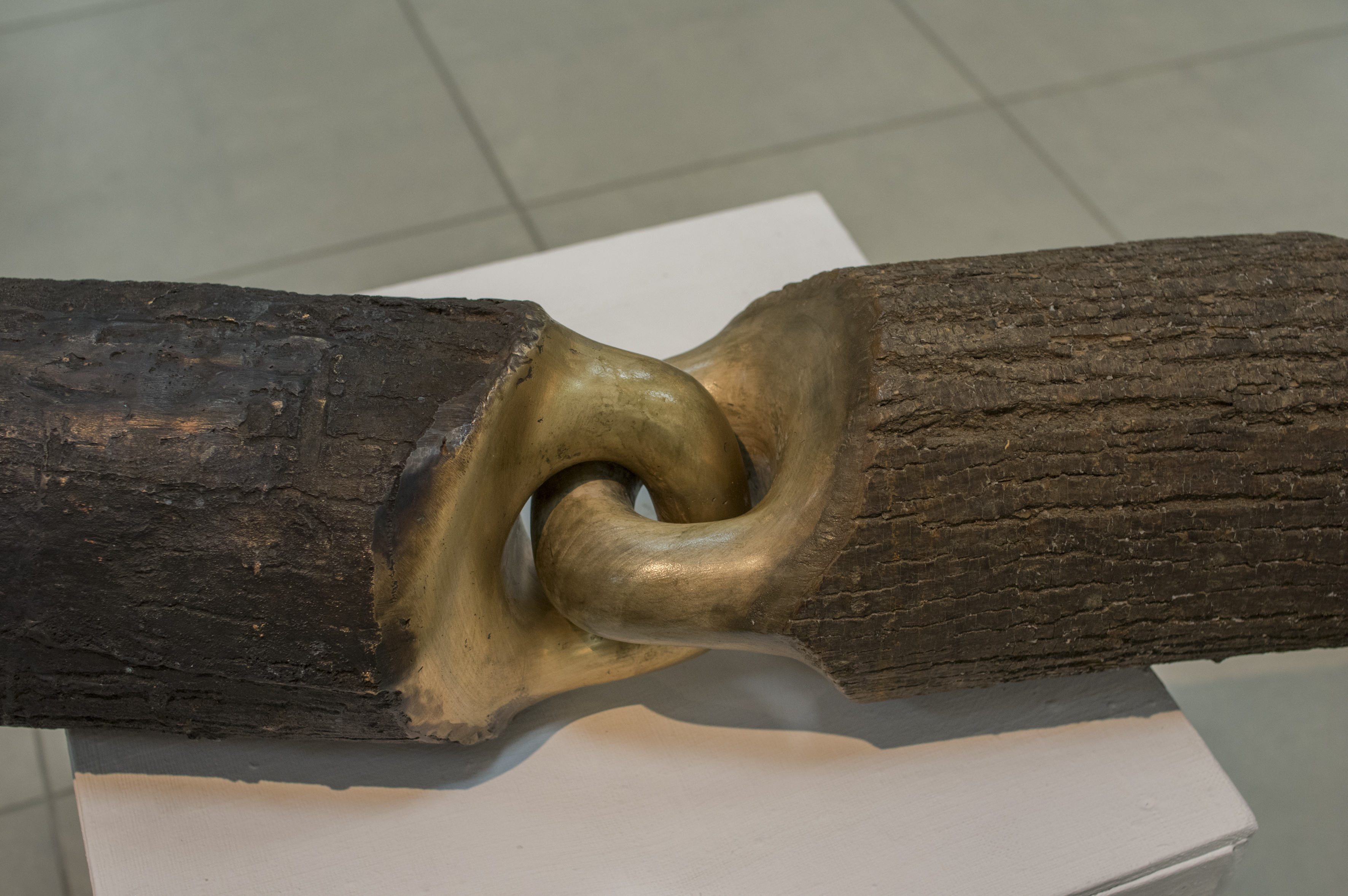
«Контрбаланс». 2015, l = 75 см, дерево, бронза
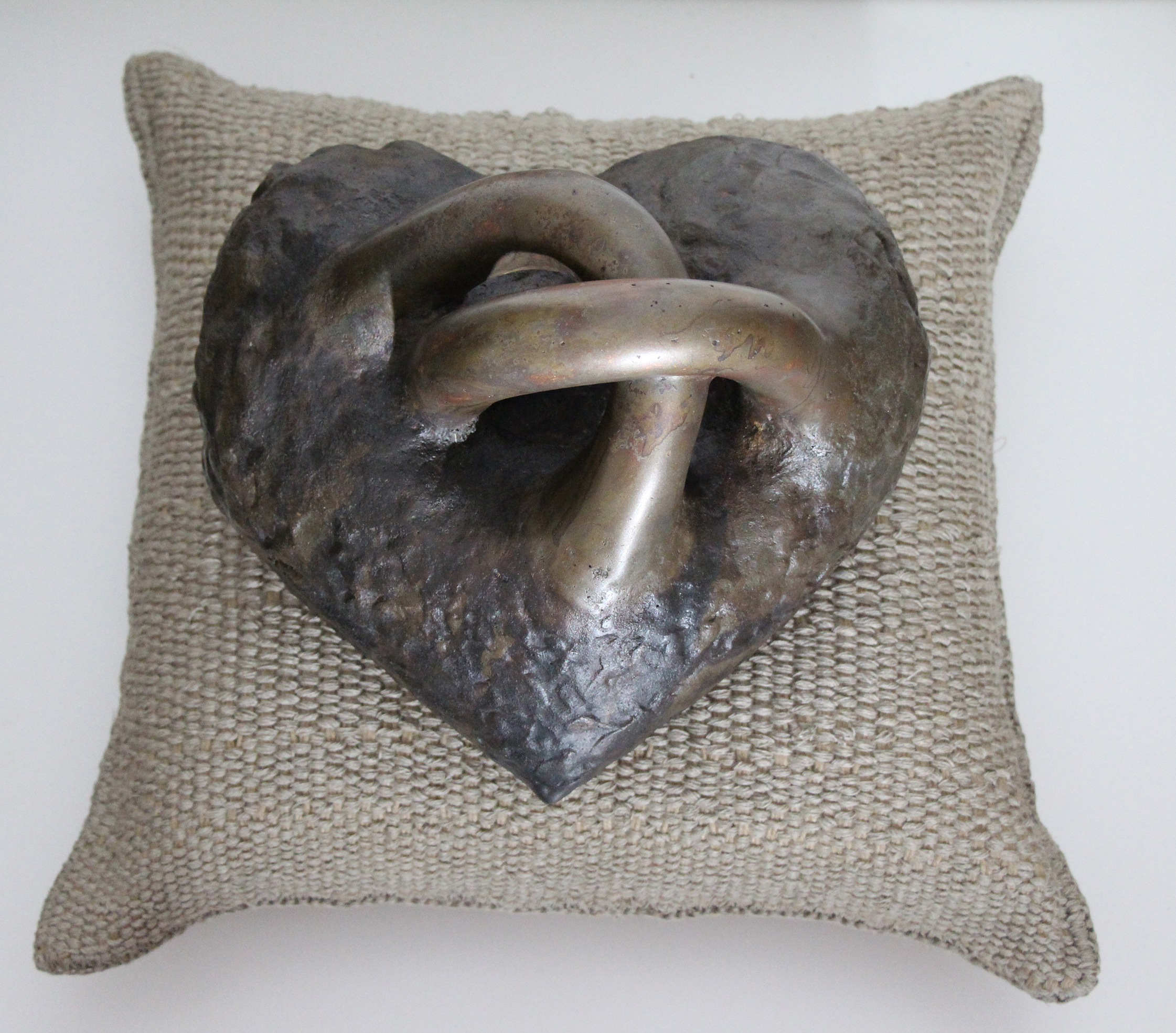
«С Любовью». 2021, l = 60 см, бронза, текстиль (Людмила Петруль)
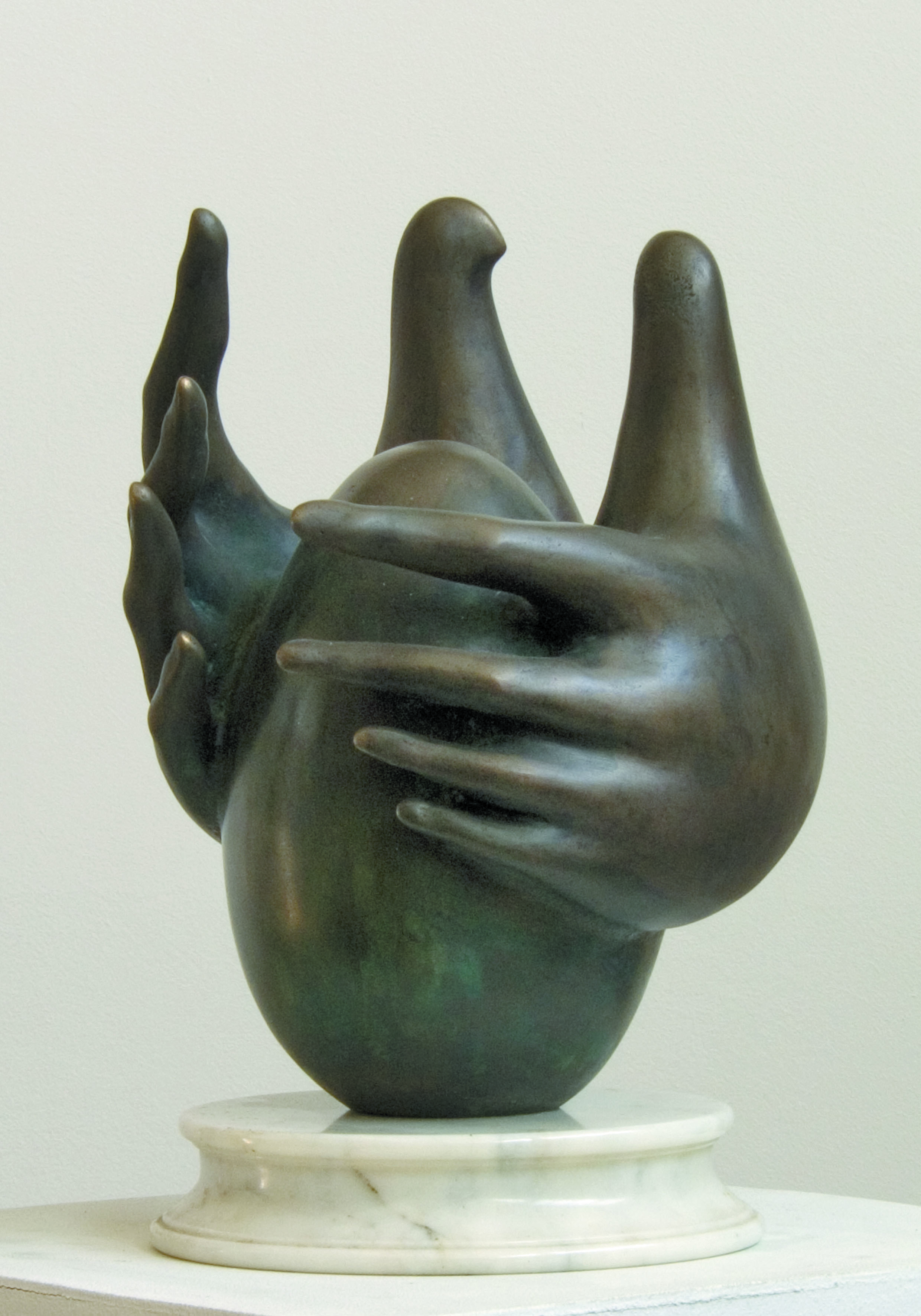
«Птицы». 2007, h = 35 см, бронза, мрамор
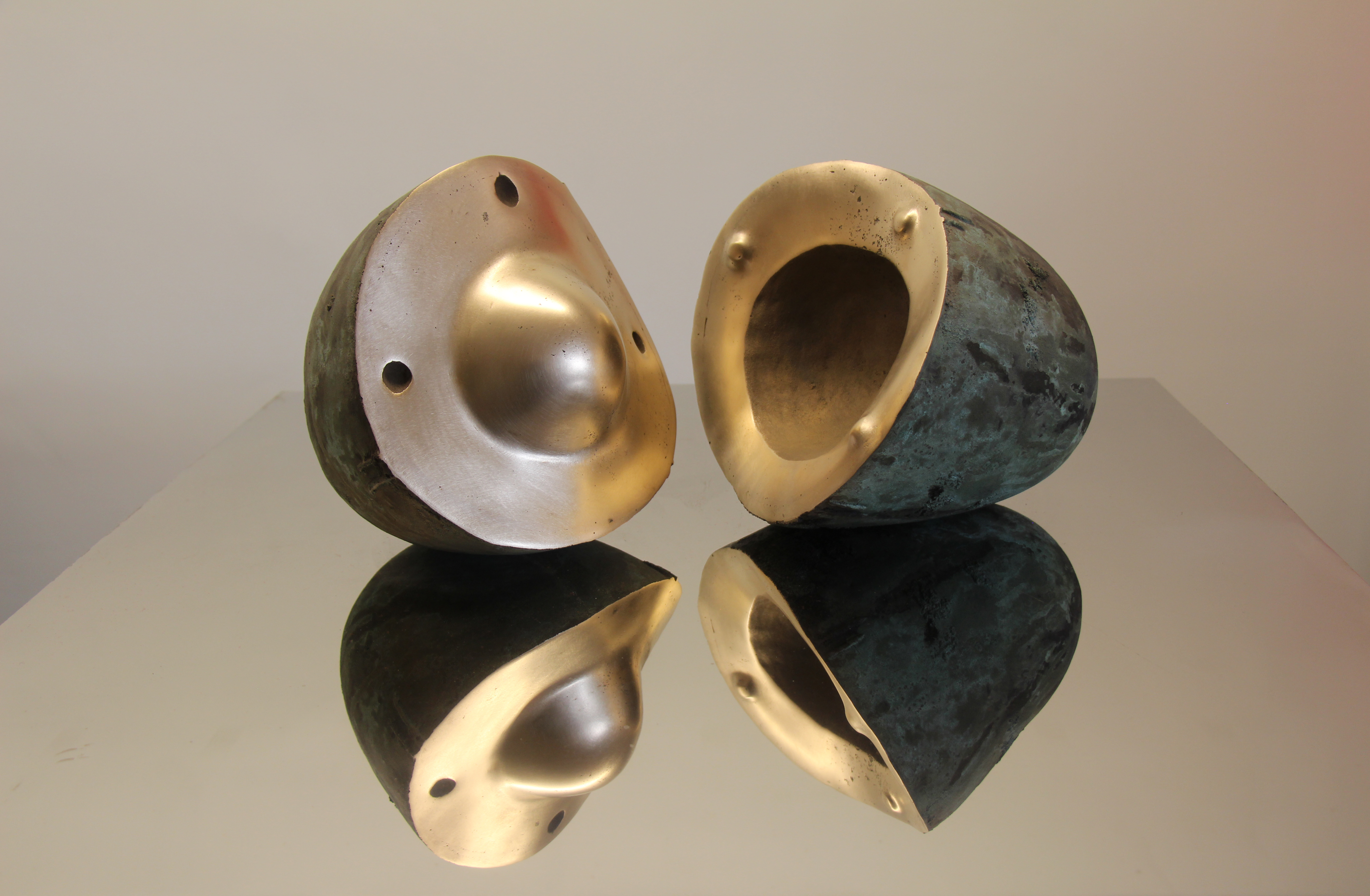
«Мать и Дитя». 2019, l = 70 см, бронза, нержавеющая сталь
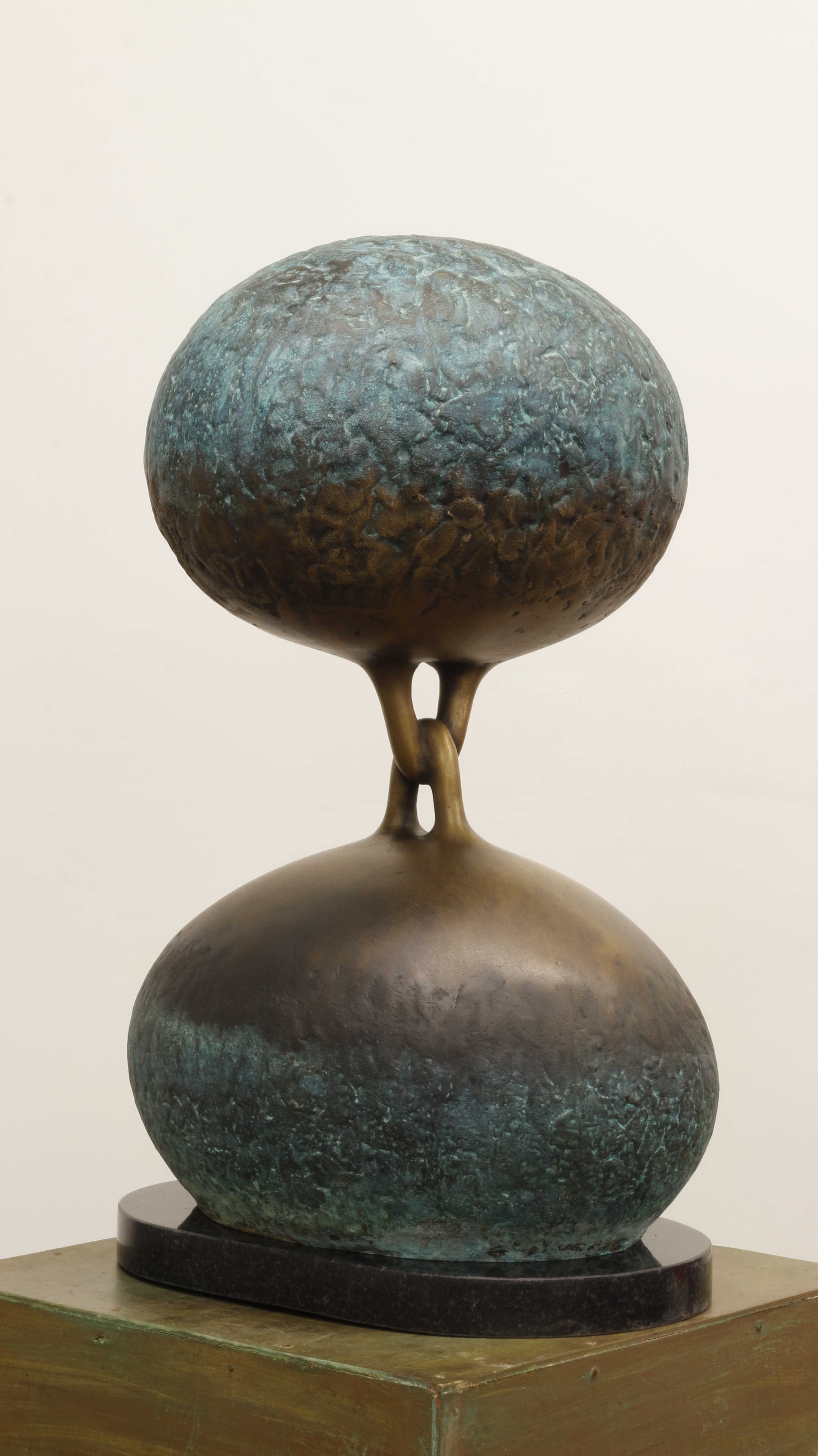
«Гравитация». 2023, h = 55 см, бронза, гранит